# Océanopolis
 (mars 2022).
La mise en forme du texte ne suit pas les recommandations de Wikipédia : il faut le « wikifier ».
Les points d'amélioration suivants sont les cas les plus fréquents. Le détail des points à revoir est peut-être précisé sur la page de discussion.
- Les titres sont pré-formatés par le logiciel. Ils ne sont ni en capitales, ni en gras.
- Le texte ne doit pas être écrit en capitales (les noms de famille non plus), ni en gras, ni en italique, ni en « petit »…
- Le gras n'est utilisé que pour surligner le titre de l'article dans l'introduction, une seule fois.
- L'italique est rarement utilisé : mots en langue étrangère, titres d'œuvres, noms de bateaux, etc.
- Les citations ne sont pas en italique mais en corps de texte normal. Elles sont entourées par des guillemets français : « et ».
- Les listes à puces sont à éviter, des paragraphes rédigés étant largement préférés. Les tableaux sont à réserver à la présentation de données structurées (résultats, etc.).
- Les appels de note de bas de page (petits chiffres en exposant, introduits par l'outil «  Source ») sont à placer entre la fin de phrase et le point final[comme ça].
- Les liens internes (vers d'autres articles de Wikipédia) sont à choisir avec parcimonie. Créez des liens vers des articles approfondissant le sujet. Les termes génériques sans rapport avec le sujet sont à éviter, ainsi que les répétitions de liens vers un même terme.
- Les liens externes sont à placer uniquement dans une section « Liens externes », à la fin de l'article. Ces liens sont à choisir avec parcimonie suivant les règles définies. Si un lien sert de source à l'article, son insertion dans le texte est à faire par les notes de bas de page.
- La présentation des références doit suivre les conventions bibliographiques. Il est recommandé d'utiliser les modèles {{Ouvrage}}, {{Chapitre}}, {{Article}}, {{Lien web}} et/ou {{Bibliographie}}. Le mode d'édition visuel peut mettre en forme automatiquement les références.
- Insérer une infobox (cadre d'informations à droite) n'est pas obligatoire pour parachever la mise en page.

Pour une aide détaillée, merci de consulter Aide:Wikification.
Si vous pensez que ces points ont été résolus, vous pouvez retirer ce bandeau et améliorer la mise en forme d'un autre article.
 (avril 2010).
Si vous disposez d'ouvrages ou d'articles de référence ou si vous connaissez des sites web de qualité traitant du thème abordé ici, merci de compléter l'article en donnant les références utiles à sa vérifiabilité et en les liant à la section « Notes et références ».
Océanopolis est un centre de culture scientifique consacré à l'océan, situé à Brest, près du port de plaisance du Moulin Blanc. La forme du premier bâtiment, le pavillon tempéré, rappelle celle d'un crabe. Équipement public, il est la propriété de Brest métropole et il est géré par une société d’économie mixte, Brest'aim.
Conçu par l'architecte Jacques Rougerie, Océanopolis a ouvert ses portes en 1990. Le but premier était d'offrir une vitrine aux sciences de la mer à travers le pavillon tempéré. Entièrement réaménagé en 2000 avec l'ajout des pavillons polaire et tropical, Océanopolis propose une approche scientifique du milieu marin dans sa globalité.
Pour cela, une cinquantaine d'aquariums, de 50 à 1 000 000 litres pour le bassin des requins, sont proposés au public. En plus des bassins, différents supports (vidéo, bornes interactives, panneaux...) apportent des informations complémentaires sur la biologie des espèces, la protection des milieux, le fonctionnement des écosystèmes, etc.
Le centre se découpe en trois pavillons correspondant à trois environnements différents : tempéré, polaire et tropical. 10 000 animaux et végétaux marins de 1 000 espèces peuvent ainsi être découverts dans ce complexe.
Océanopolis comprend 8 700 m2 d'espaces de visite et 4 millions de litres d'eau de mer dont 1 million pour l'aquarium des requins.
En 2023, Océanopolis reçoit une Victoire de la Bretagne.

## Histoire
Éric Hussenot, biologiste marin passionné de mammifères marins et Jean-Paul Alayse, océanographe et spécialiste en aquariologie, ont un projet en commun d'aquarium-muséum dès le début des années 1980. Ces deux chercheurs du CNRS rédigent le mémoire « Projet pour la création d’un aquarium-muséum à Brest » mettant en évidence les potentialités des écosystèmes de la mer d’Iroise et convainquent Pierre Maille, président du conseil général du Finistère et maire de Brest, de financer leur projet.
En 1988, débutent les travaux d’Océanopolis, appelé alors « La Maison de la Mer ». Il ouvre ses portes au public le 21 juin 1990 avec le label de centre de culture scientifique et technique et est inauguré le 26 juin par Jacques Mellick, ministre délégué auprès du ministère des Transports et de la Mer. La première année, Océanopolis accueille 500 000 visiteurs et la moyenne, sur les années suivantes, s’établit à 300 000 visiteurs. Ils sont 600 000 en 1991 et 305 141 à fréquenter le site en 1996.
En créant en 2000 deux nouveaux pavillons (l’un présentant les écosystèmes polaires, l’autre le milieu marin tropical), le centre passe du stade de simple aquarium à celui de parc de découverte des océans.
En avril 2013, un nouvel espace en extérieur nommé « le sentier des loutres » permet de rencontrer des espèces de loutres d'Europe et du Pacifique,.
Le conservateur Jean-Paul Alayse, un des pères d'Océanopolis, a pris sa retraite le 26 septembre 2011.
En 2023, Océanopolis entame un ambitieux programme de rénovation et d'extension nommé « Métamorphose ». D'un coût estimé à 34 millions d'euros, porté par Brest Métropole et ses partenaires (la région Bretagne, Brest’aim, l'État (FNADT) et le conseil départemental du Finistère), ce programme se déroule en deux phases de l'automne 2023 jusqu'à l'automne 2025 : 
- Phase 1 (septembre 2023 - été 2024) : création d'un nouveau bâtiment d'accueil-billetterie comprenant une boutique et un office de tourisme, création d'une passerelle d'accès au Forum, création d'un espace enfants « La Cité des Océanautes »[10] à la place de l'ancienne boutique ;
- Phase 2 (septembre 2024 - octobre 2025[11]) : rénovation du pavillon Tropical, transformation du pavillon Polaire en pavillon Austral, création des Jardines d'Océanopolis , rénovation des l'ancien restaurant Vent d'Ouest ainsi que la sandwicherie l'Atoll et de la Pause Marine.

## Identité visuelle
Le parc aura connu 3 logos depuis sa création.

2nd logo d'Océanopolis utilisé de 2000 à juin 2020
3e logo d'Océanopolis utilisé depuis 2020

## Structure d'Océanopolis

### Pavillon Bretagne

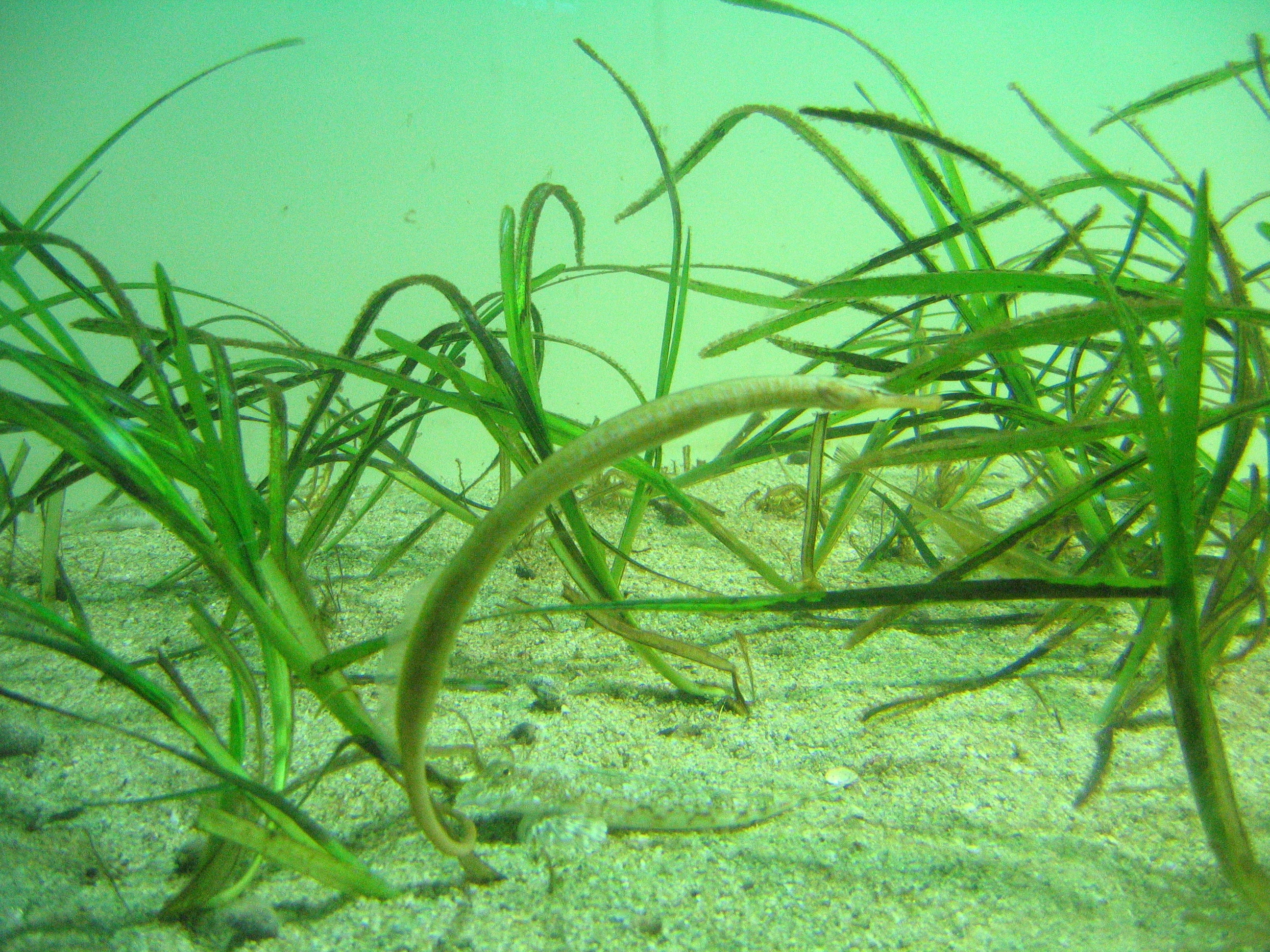
L'herbier à zostères du pavillon tempéré. Les zostères sont des plantes qui forment de véritables écosystèmes abritant un grand nombre de petits poissons dont les hippocampes

Premier pavillon d'Océanopolis, le pavillon tempéré a été conçu pour servir de vitrine aux activités maritimes et scientifiques de la région. De la plage de sable fin aux abysses de l'Atlantique, on découvre des animaux et végétaux de la côte bretonne dans des environnements reconstitués au plus proche de la réalité. Ce pavillon propose aussi d'en savoir plus sur les phénomènes physiques des océans comme les marées, les vagues ou la formation des océans grâce l'espace océanographique réalisé en collaboration avec le Service hydrographique et océanographique de la marine (SHOM) et différents programmes scientifiques européens, comme le programme EUR-OCEANS. À la fin du pavillon, les visiteurs ont la possibilité de se familiariser avec l'abyss box avec ses crabes et crevettes.
Parmi les animaux que l'on peut observer dans les bassins : 
- Les bars
- Les vieilles
- Les phoques veaux marins
- Les roussettes et les émissoles tachetées, requins locaux

Depuis Pâques 2012, de nouveaux aquariums pressurisés présentent des animaux (crabes et crevettes) vivant à près de 1 800 mètres sous la surface. Cette grande première mondiale a été réalisée en partenariat avec l'UPMC et l'Ifremer de Brest.

À la suite de travaux du 8 octobre 2016 au 11 février 2017, le pavillon Tempéré devient le pavillon Bretagne.

Infrastructures d'Océanopolis, Brest.
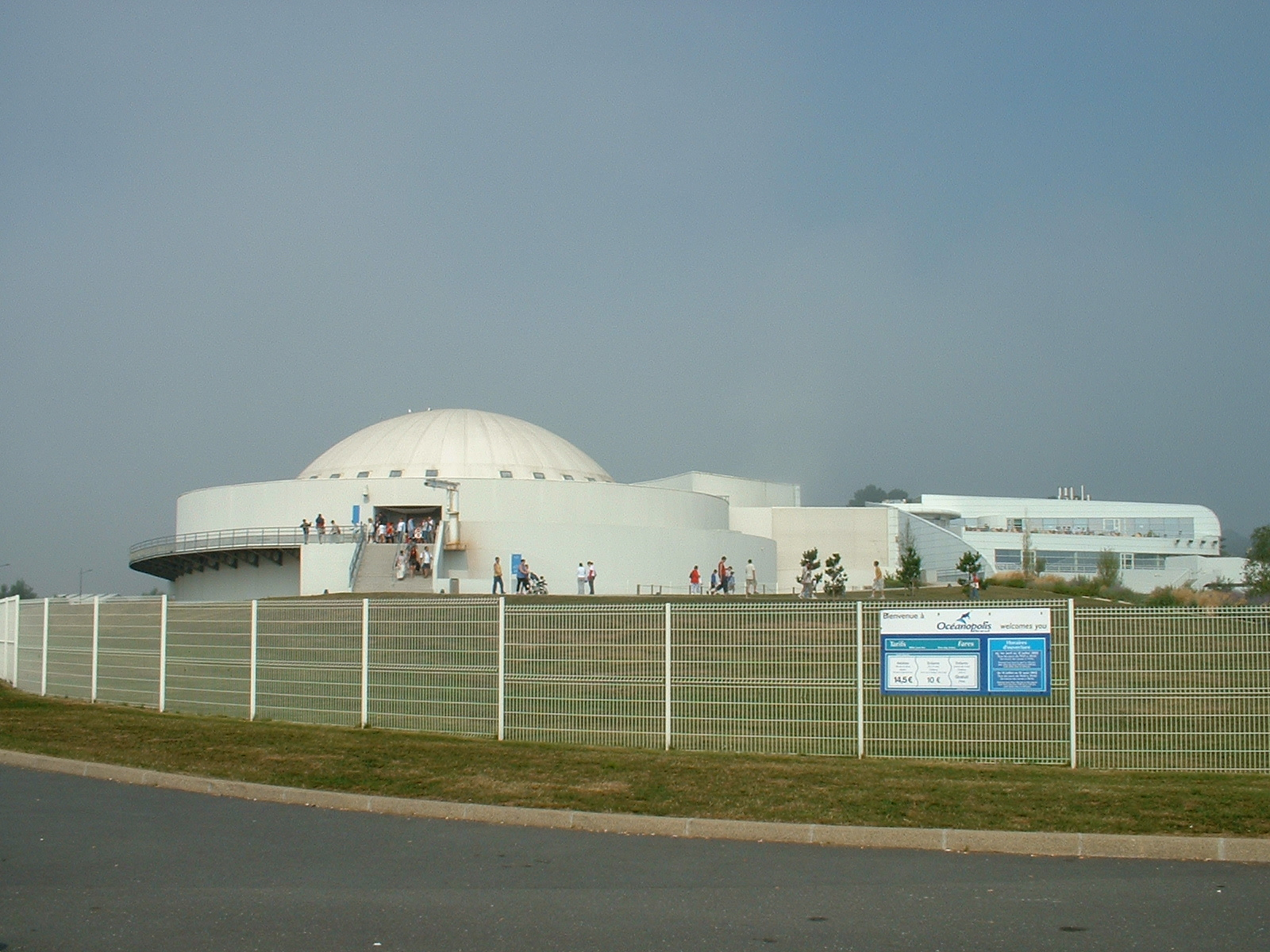
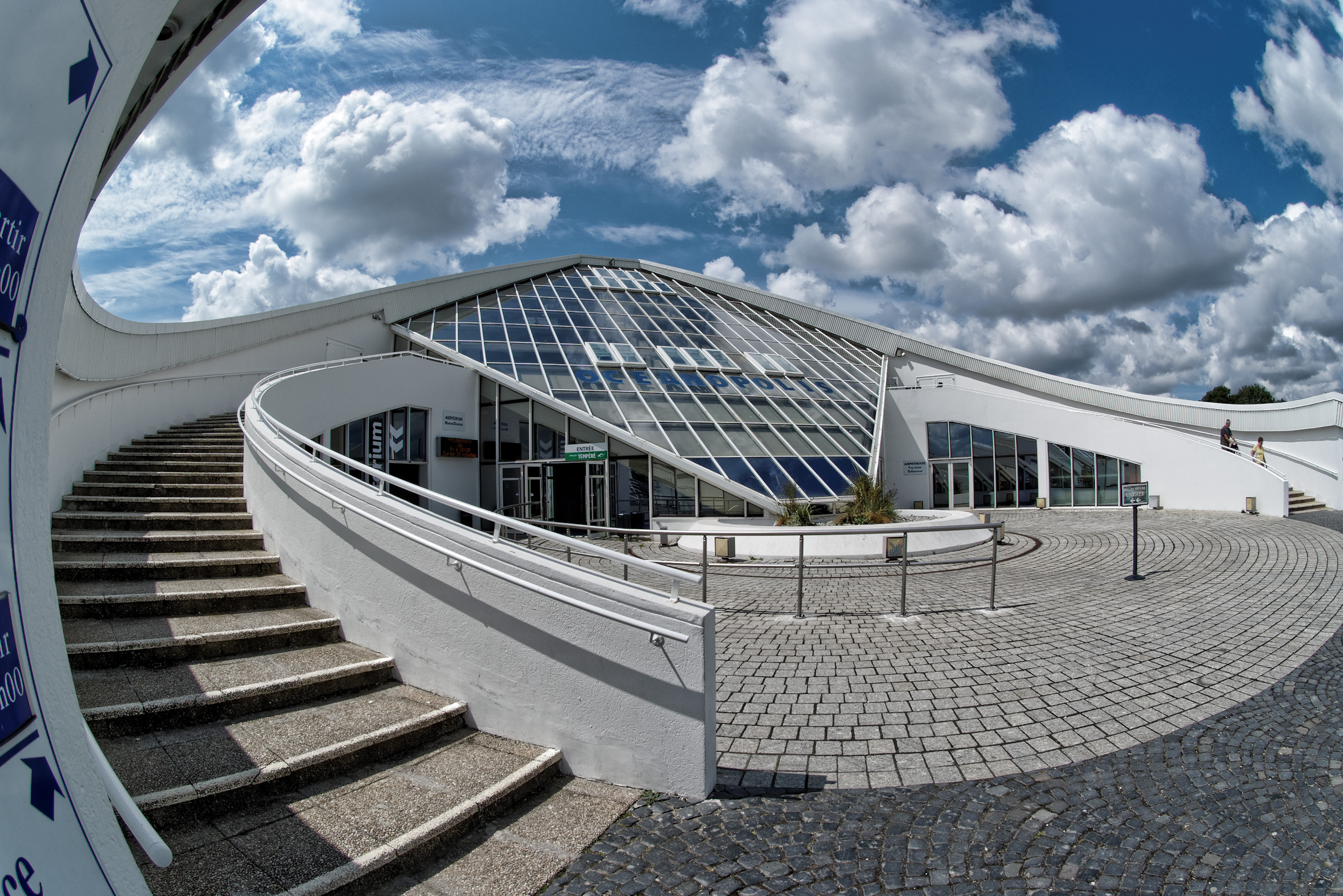
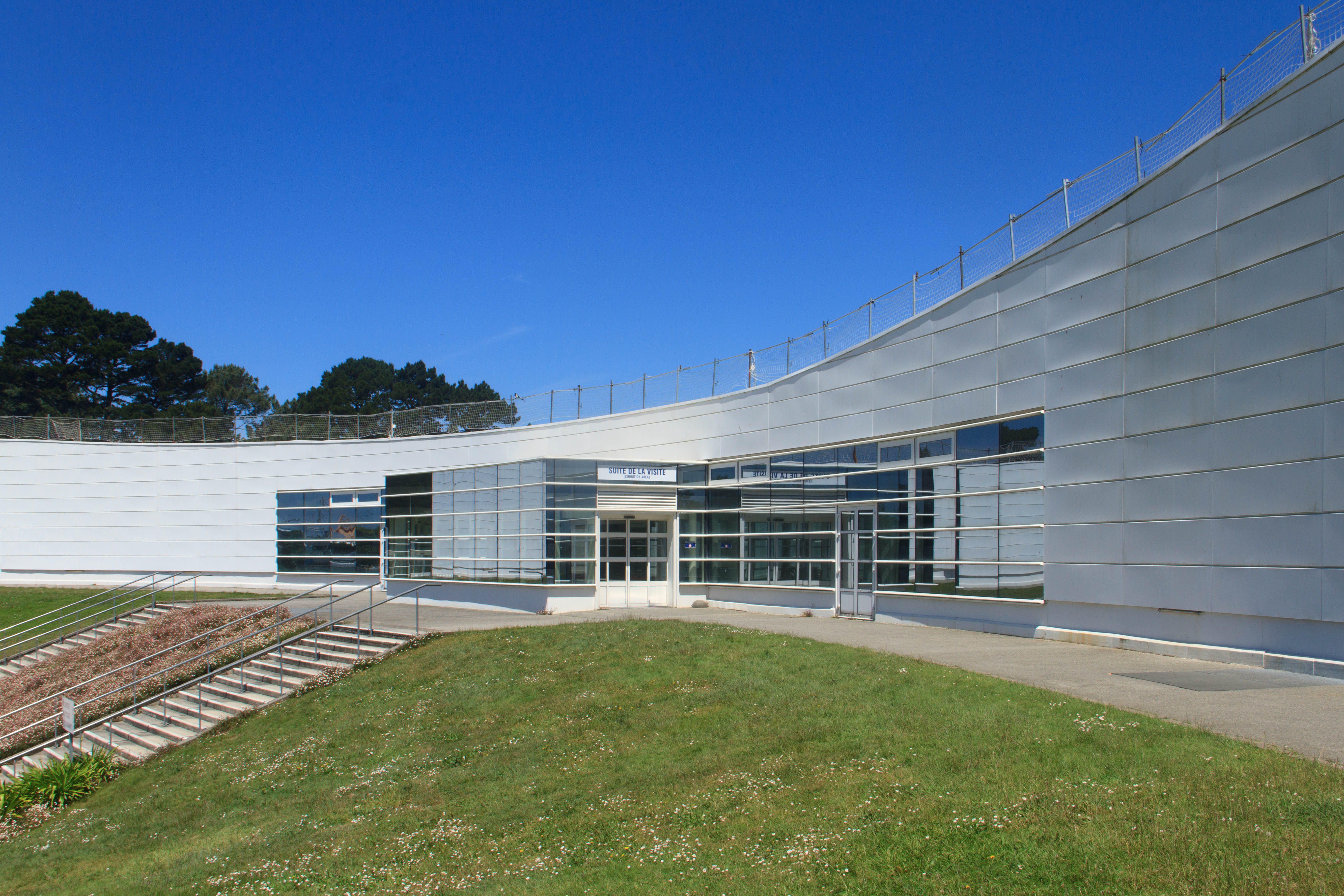
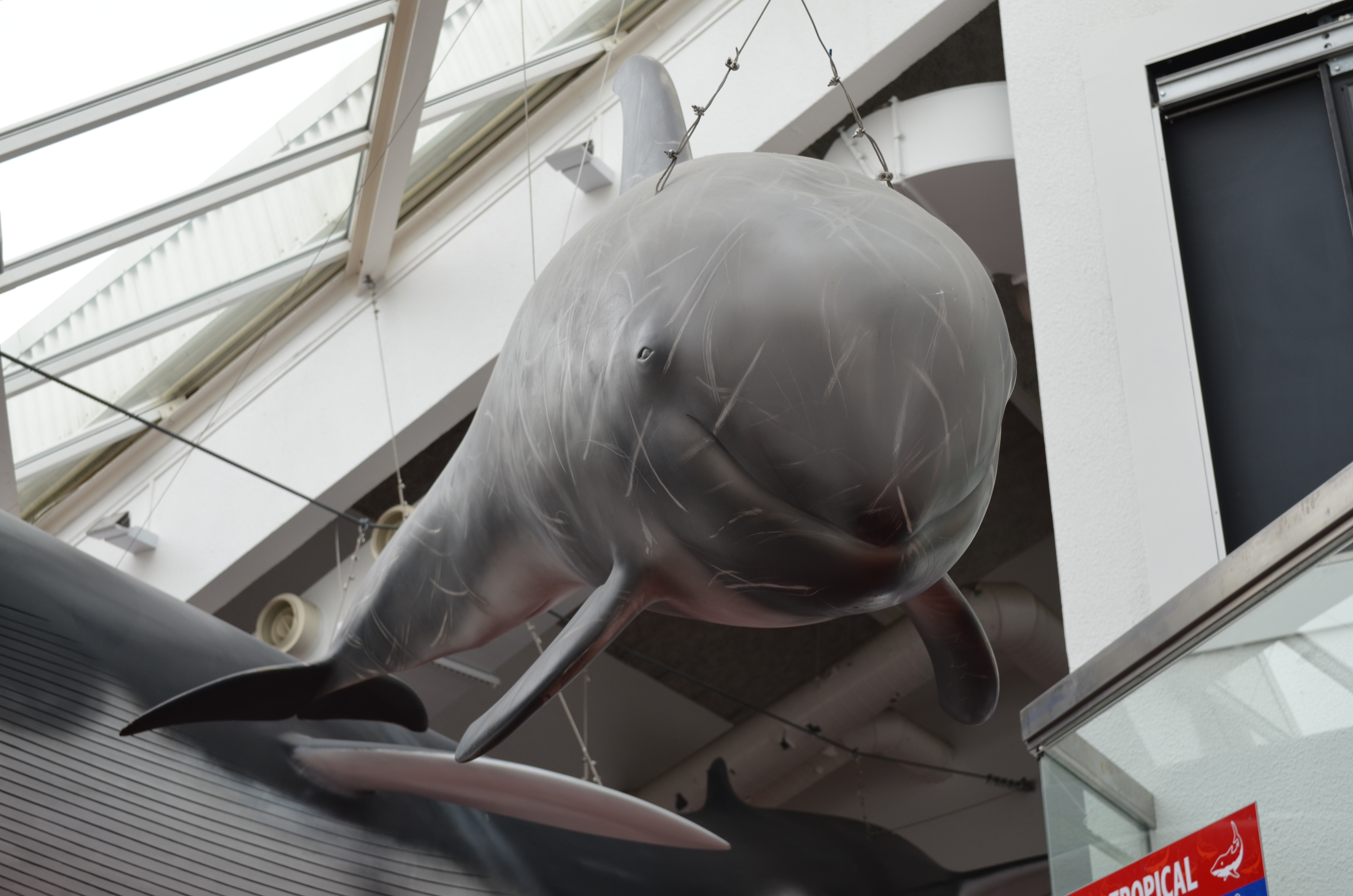
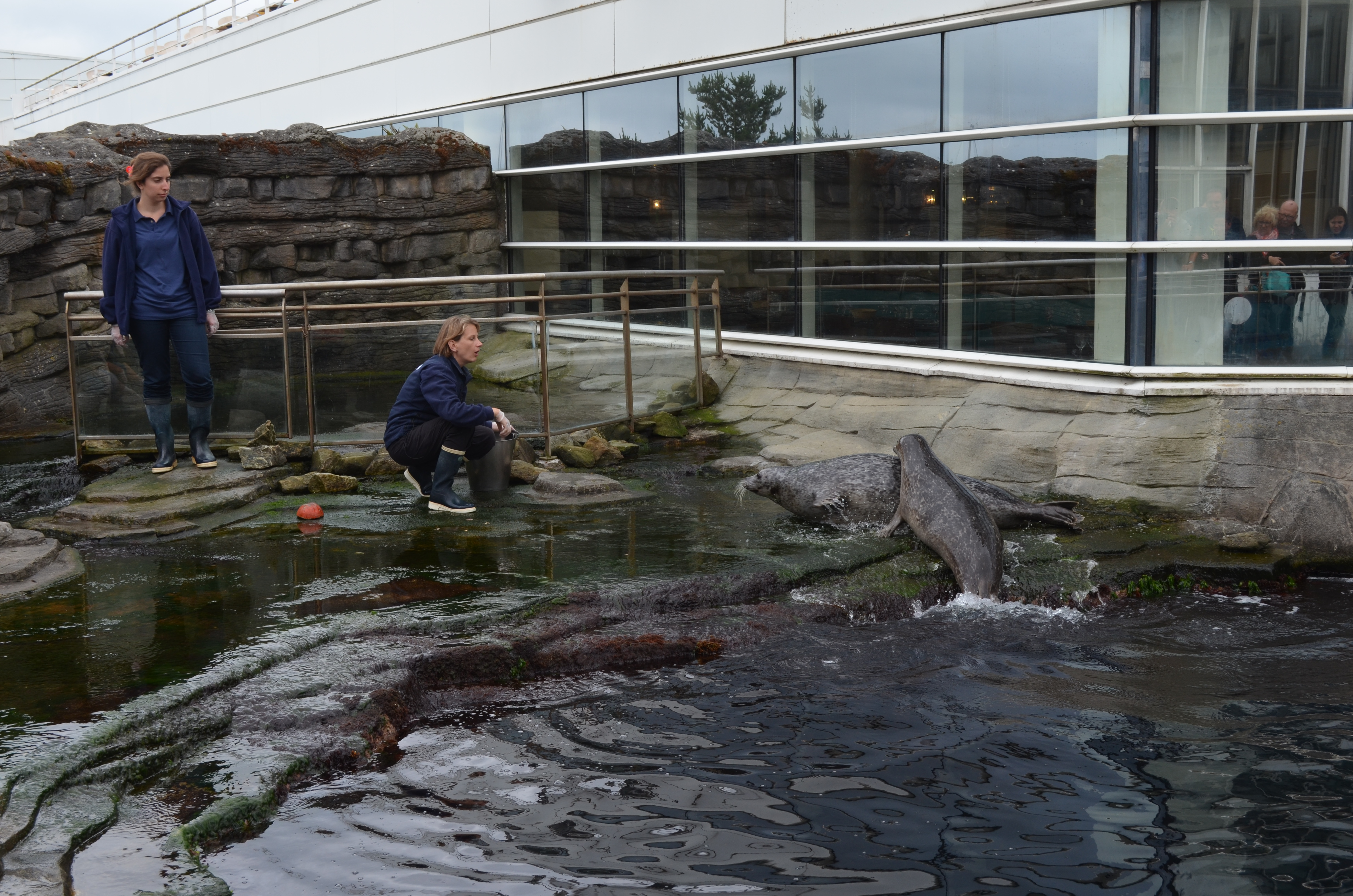
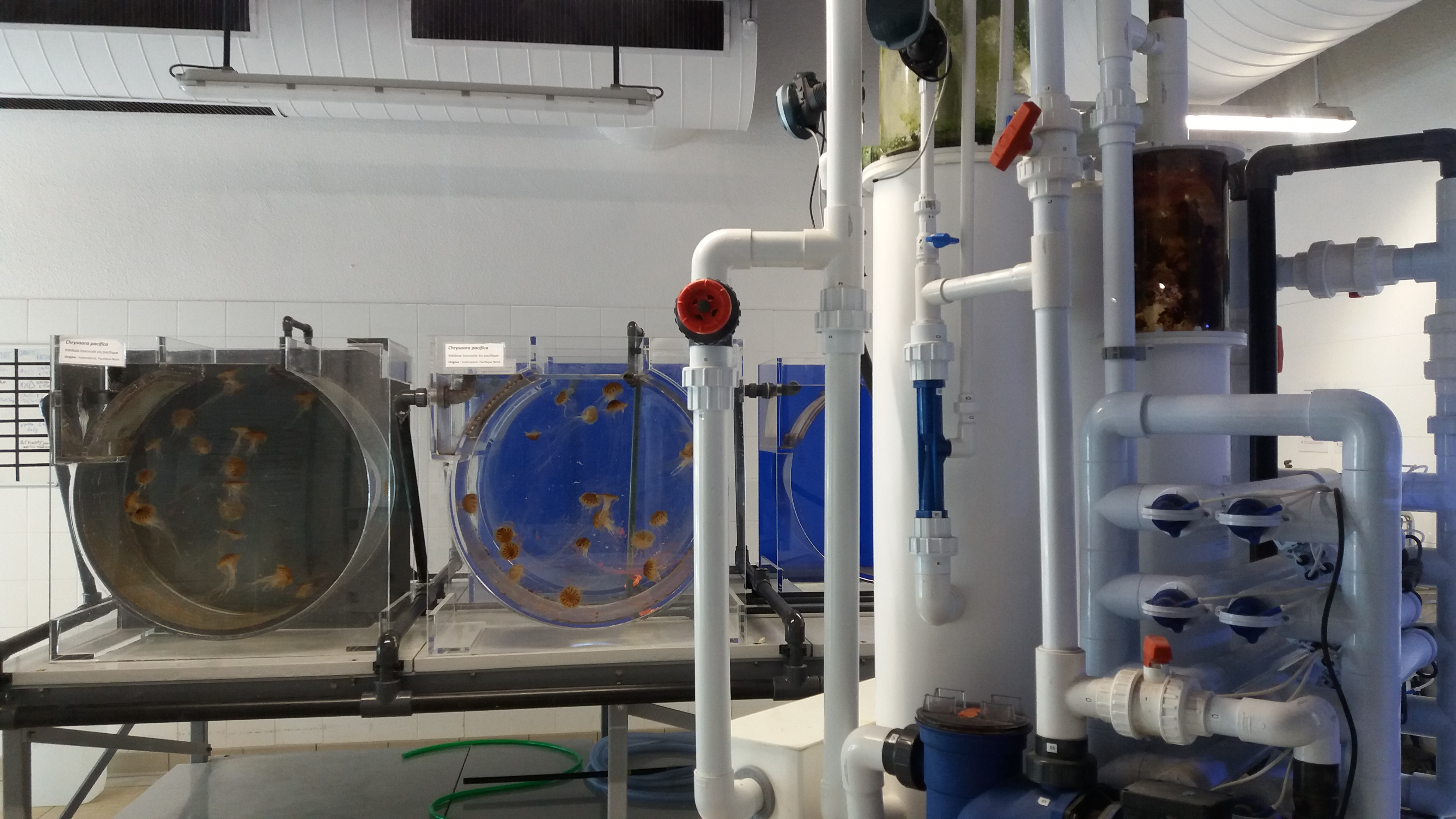

### Pavillon polaire
Ouvert en 2000, ce pavillon présente la faune des pôles Nord et Sud. Dans un premier temps, ce sont les manchots et les oiseaux peuplant les îles sub-antarctiques que peuvent rencontrer les visiteurs.
Un peu plus loin, un espace de transition permet d'en savoir plus sur les relations alimentaires dans les pôles et sur les populations inuits qui vivent en Arctique.
Dans un second temps, le pavillon polaire propose de découvrir la faune arctique. Dans un premier bassin nagent les phoques arctiques qui vivent sur la banquise. Un peu plus loin, on peut observer dans trois aquariums la faune sous-marine qui peuple les fonds arctiques, sous la banquise.

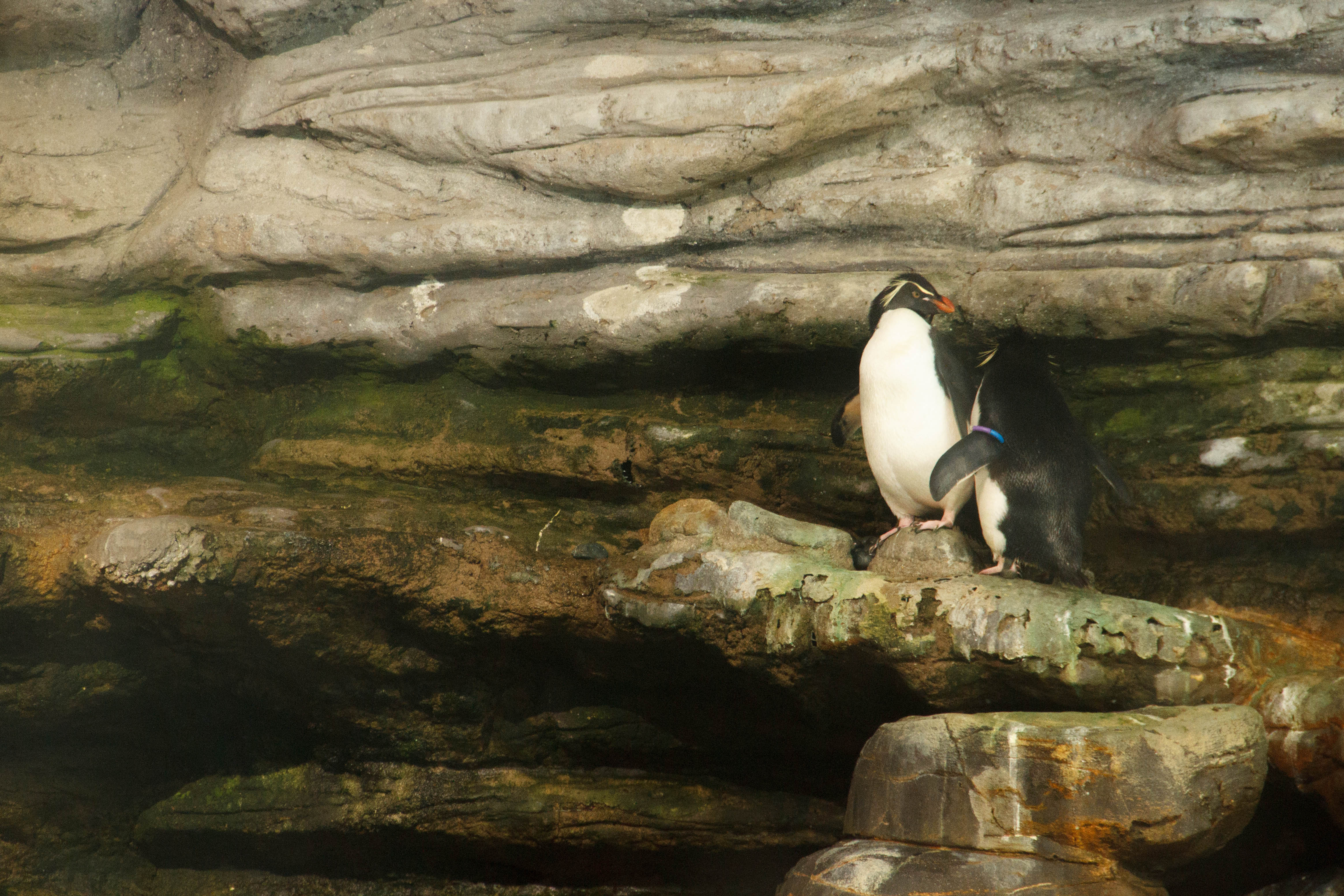
Manchots
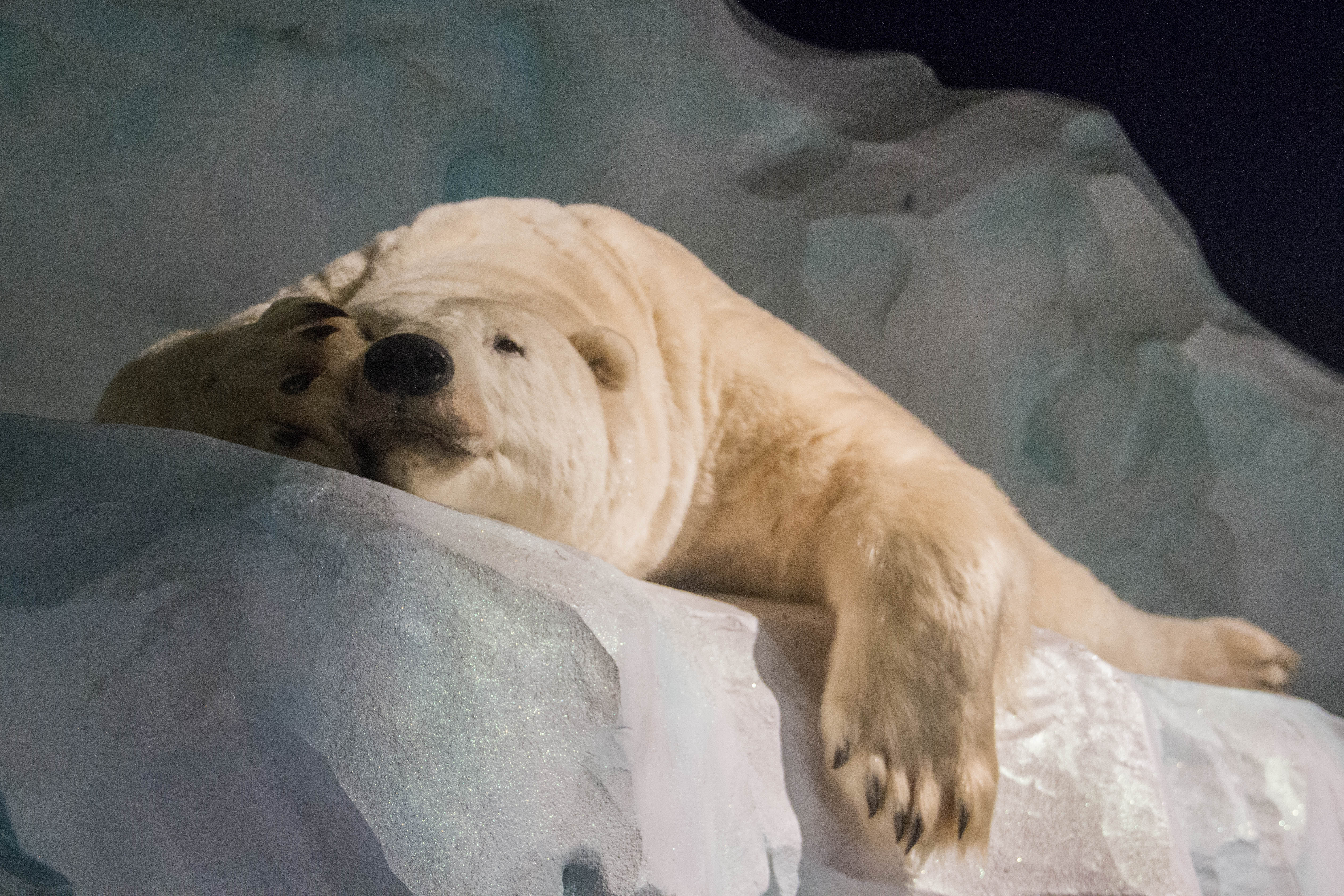
Ours polaire naturalisé
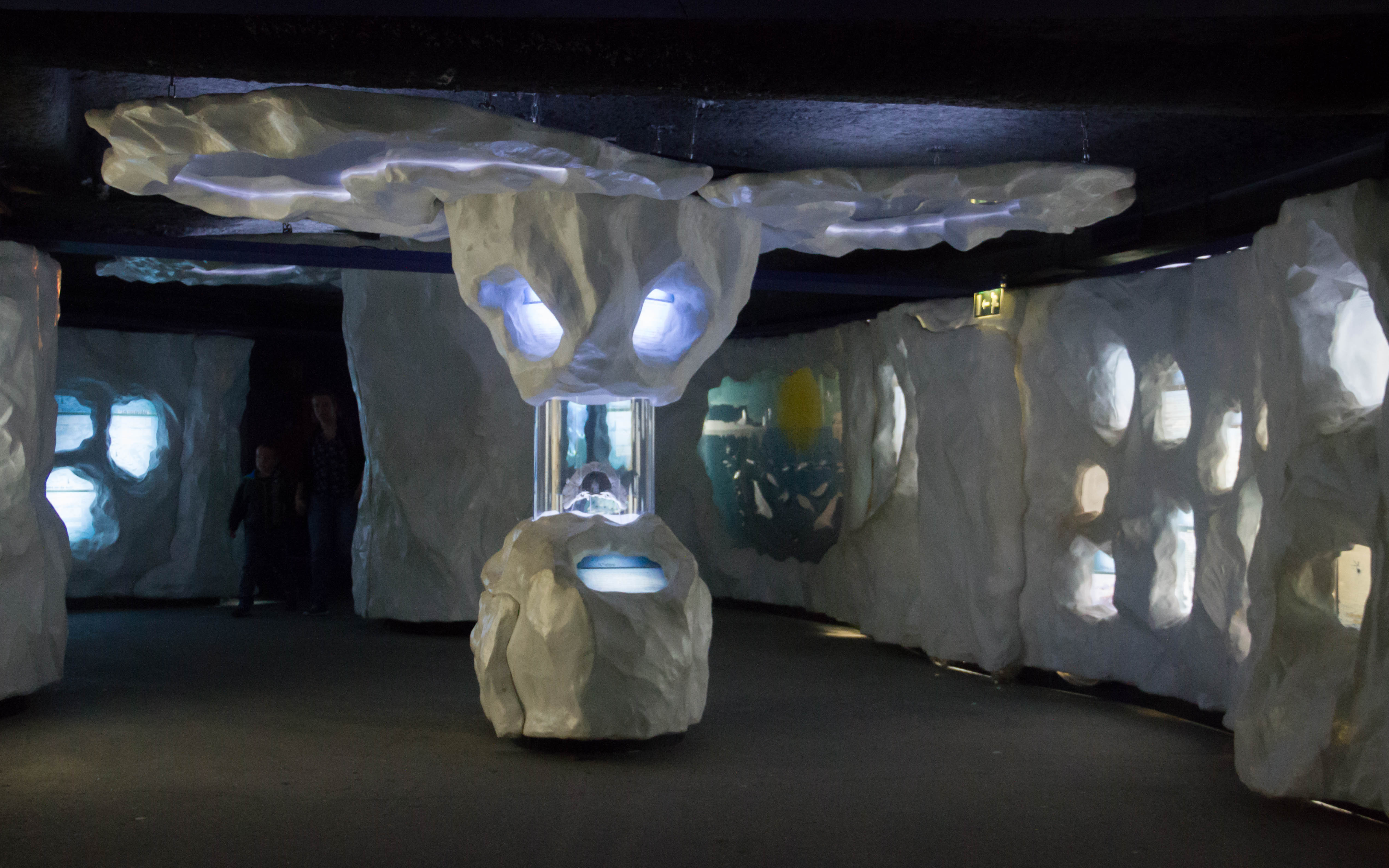
Espace inuit
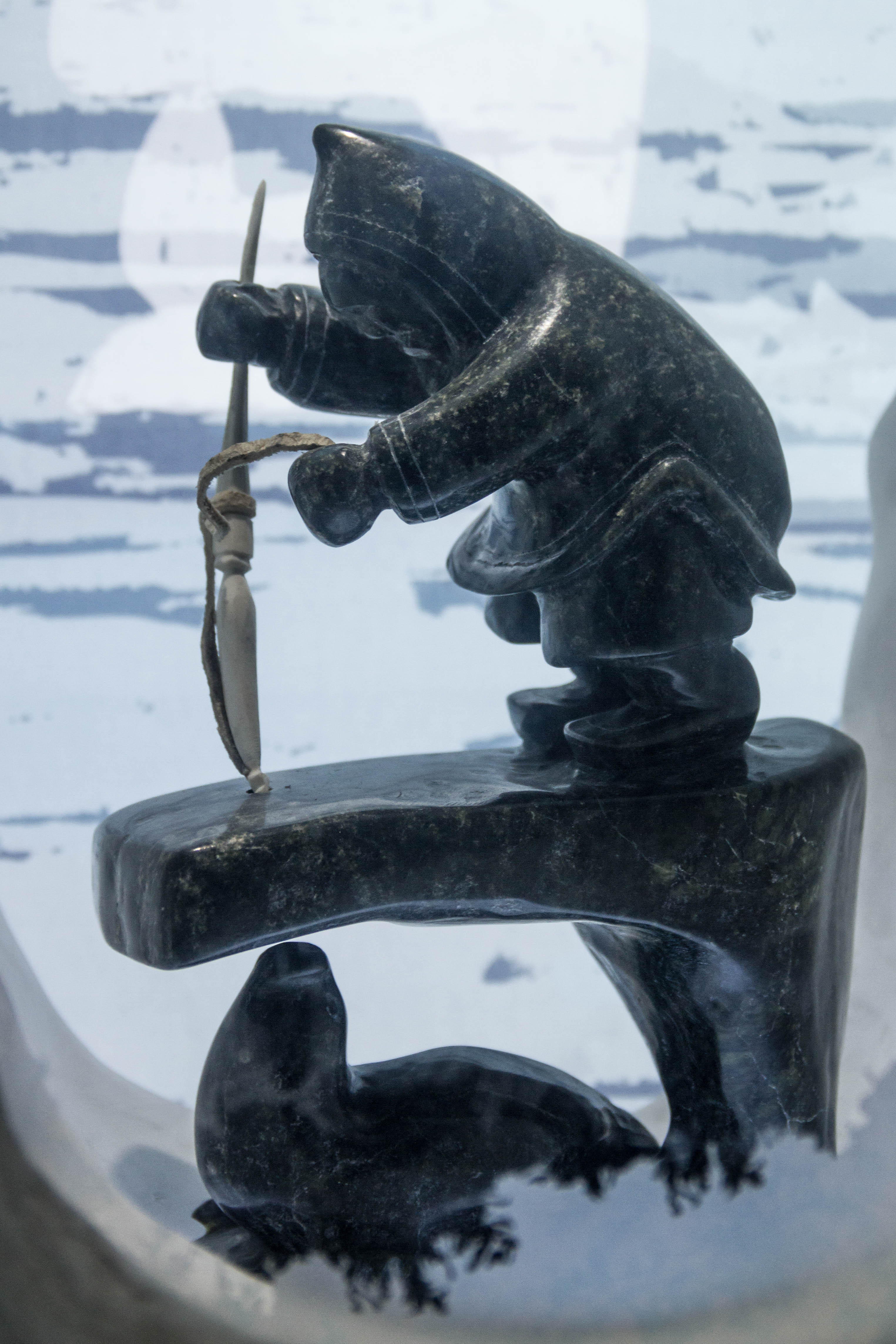
Sculpture de chasse au phoque
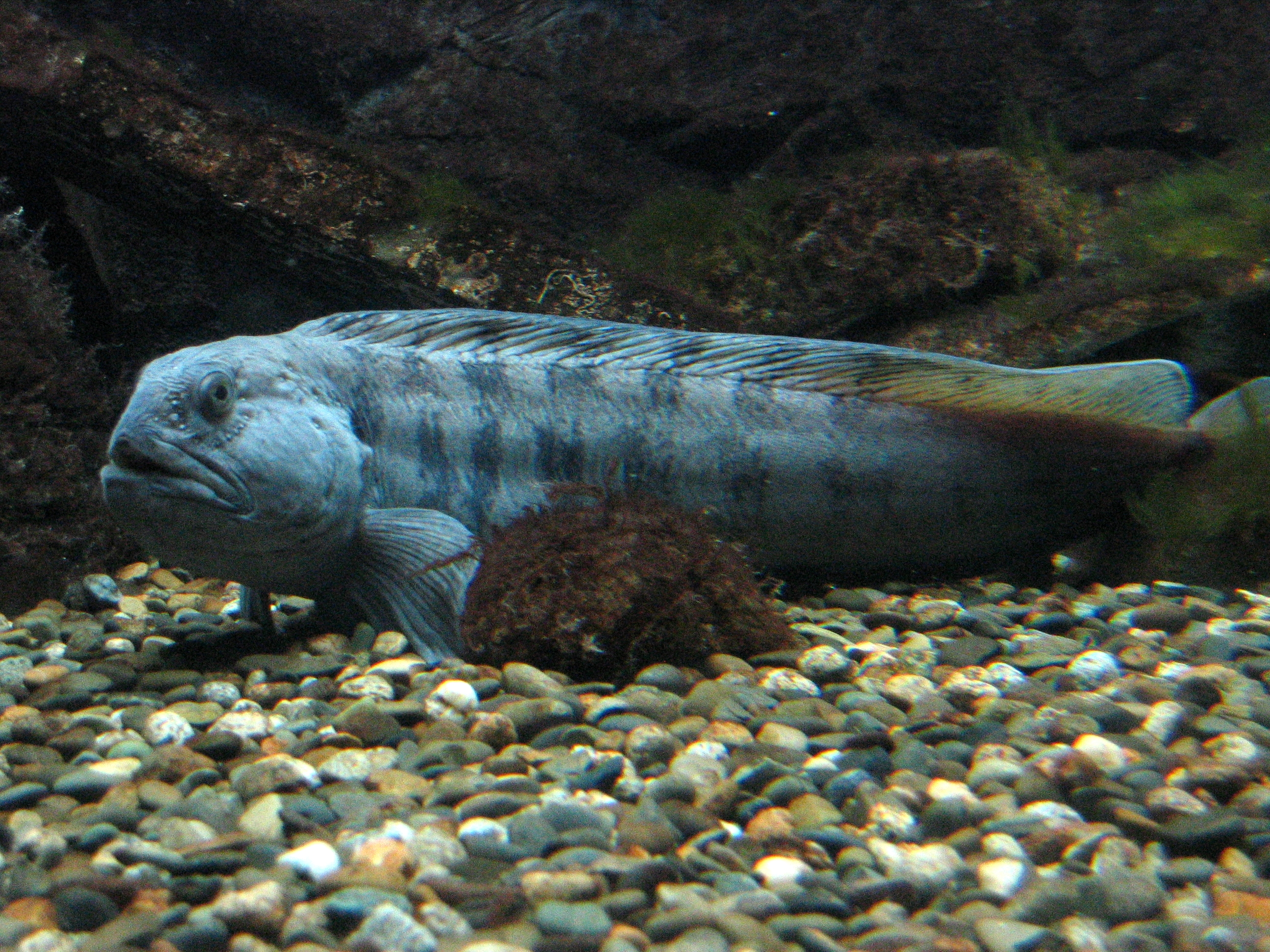
Les loups de l'Atlantique, pouvant être observés avec des lompes.

### Pavillon tropical

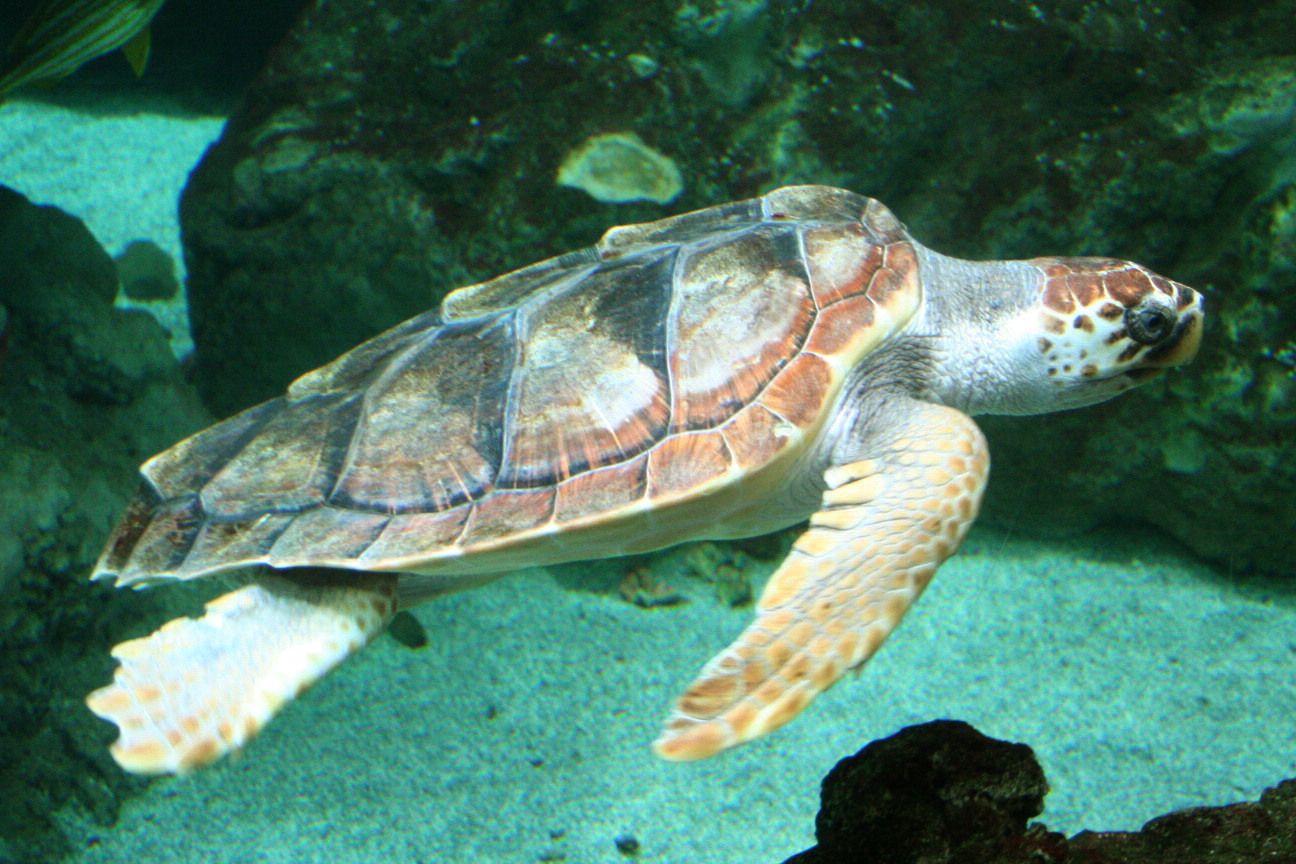
La tortue carette a longtemps été un des points forts du pavillon tropical. Elle a quitté Océanopolis en 2019.

Ouvert en même temps que le pavillon polaire, le pavillon tropical est construit comme un voyage en quatre étapes à travers les mers tropicales. À l'entrée de ce pavillon tropical, la visite commence par le lagon, un nouvel aquarium qui permet d'observer depuis la surface de l'eau les espèces d'un lagon tropical de faible profondeur. À chaque étape de la visite correspond ensuite une zone tropicale et un ou plusieurs bassins ainsi qu'une thématique.
- L'océan Pacifique et les requins
- L'archipel indo-australien, le corail et les habitants du récif corallien
- L'océan Indien et les grandes familles de poissons tropicaux
- L'endémisme des régions caraïbes.

La visite du pavillon se finit ensuite par une promenade dans une forêt équatoriale, réalisée en partenariat avec le conservatoire botanique national de Brest.
Quelques-unes des nombreuses espèces de poissons présentes dans les aquariums du pavillon tropical :

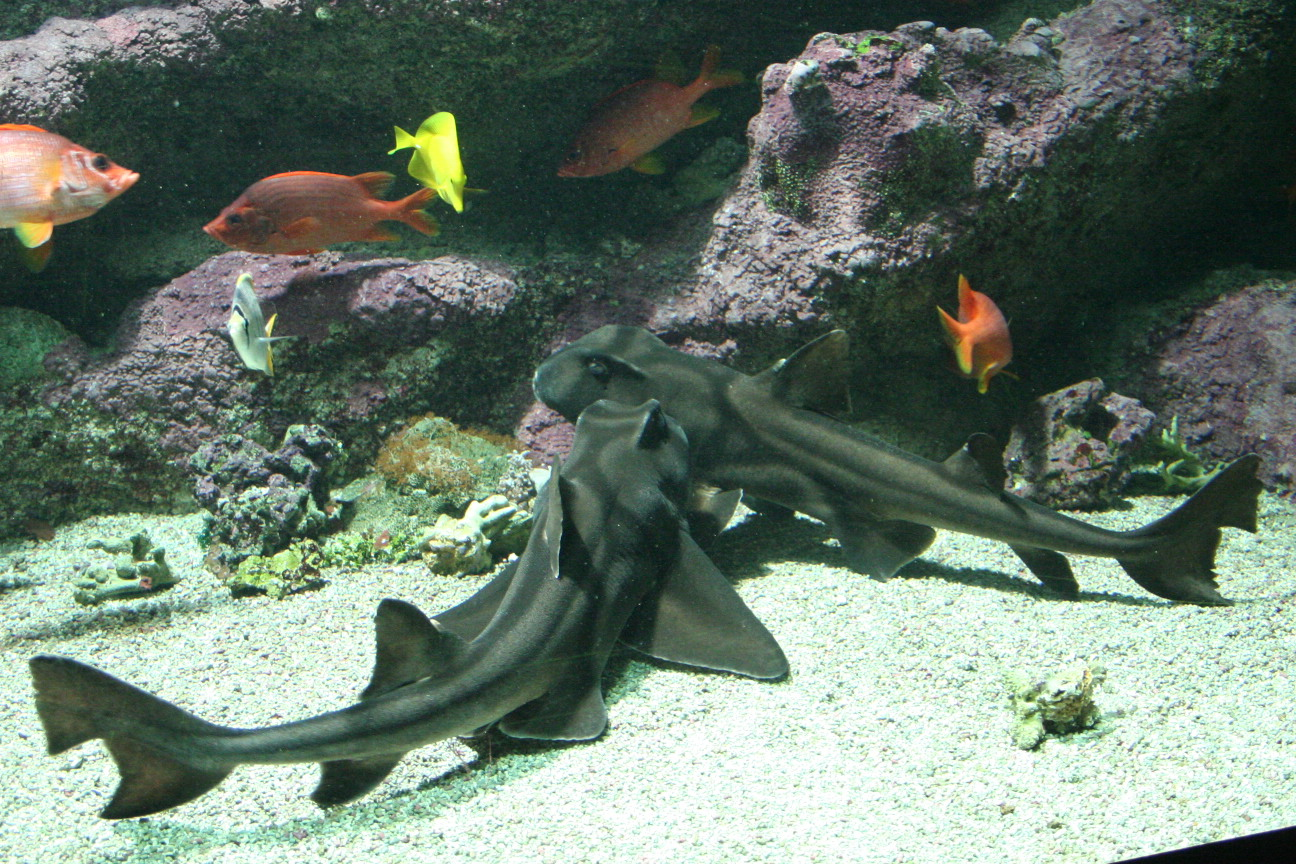
Requin dormeur taureau (Heterodontus portusjacksoni)
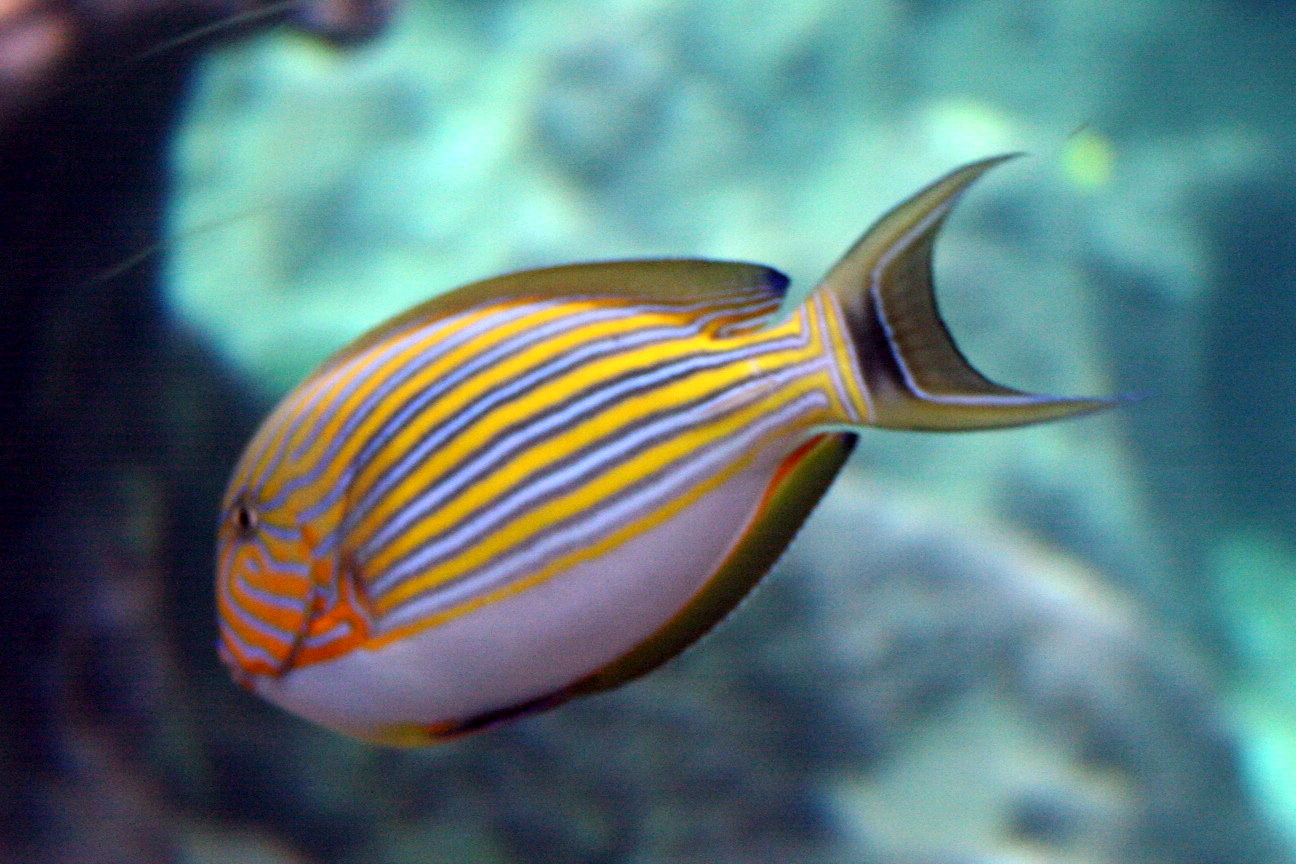
Poisson chirurgien clown (Acanthurus lineatus)
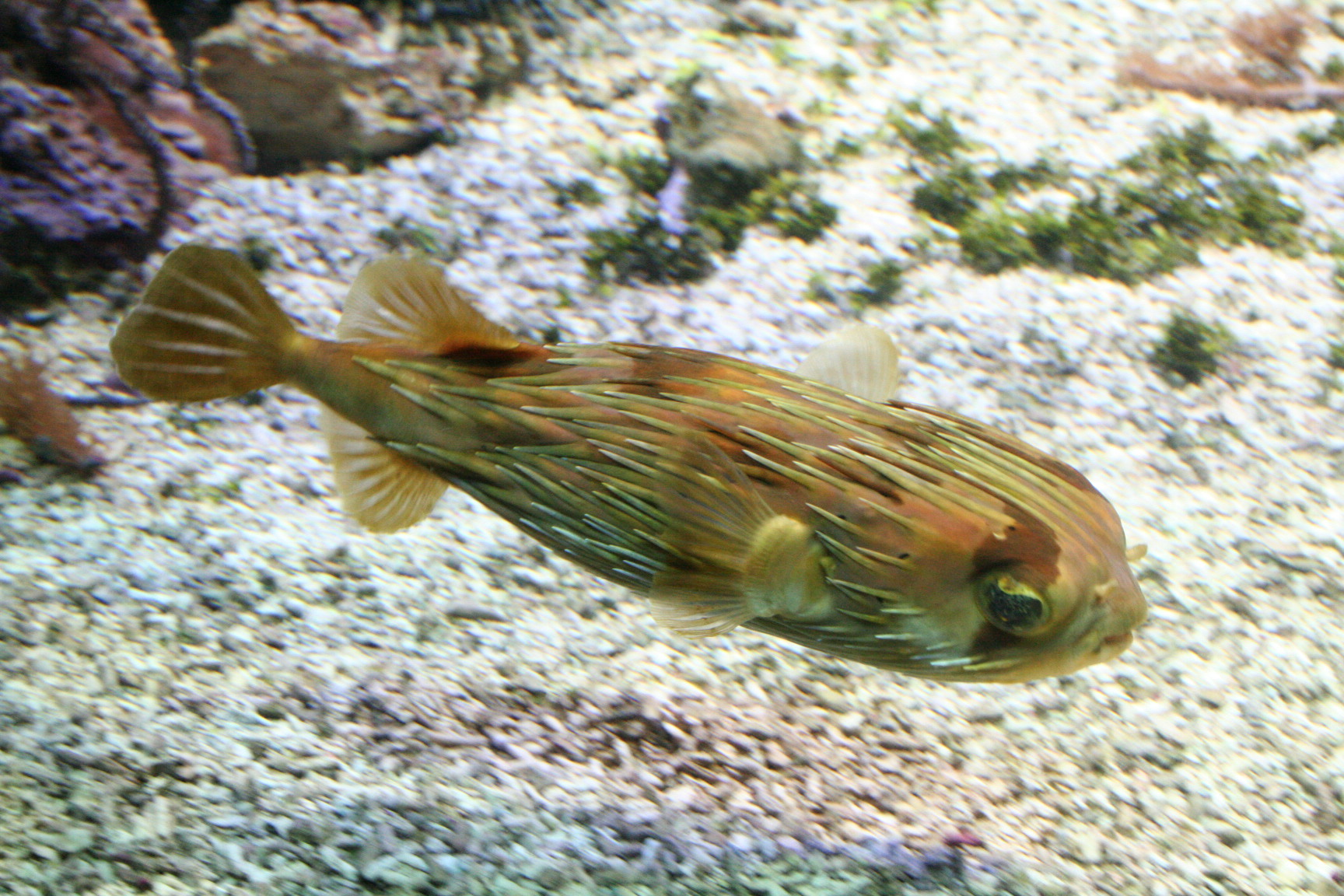
Poisson ballon porc-épic (Diodon holocanthus)
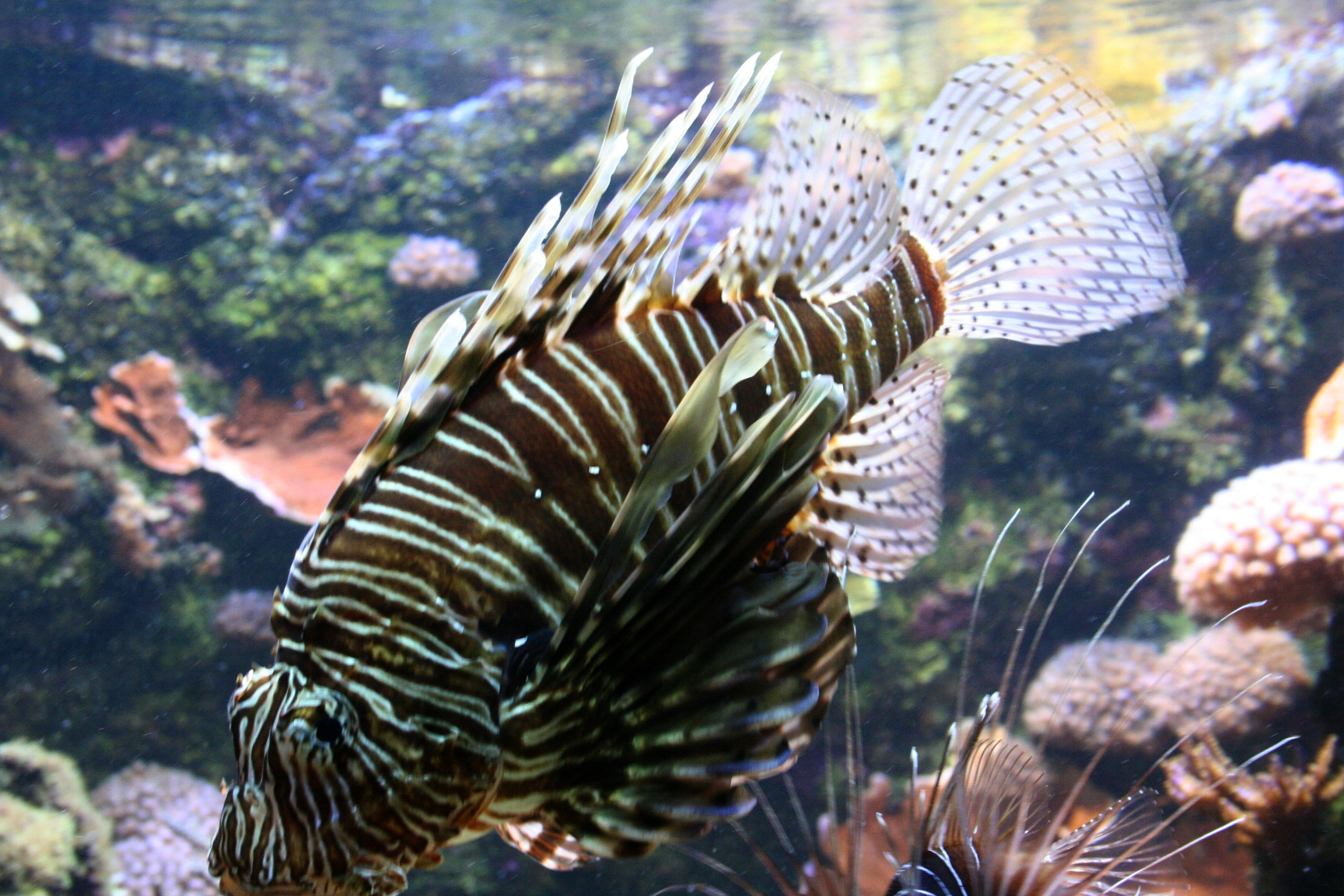
Rascasse volante (Pterois volitans)
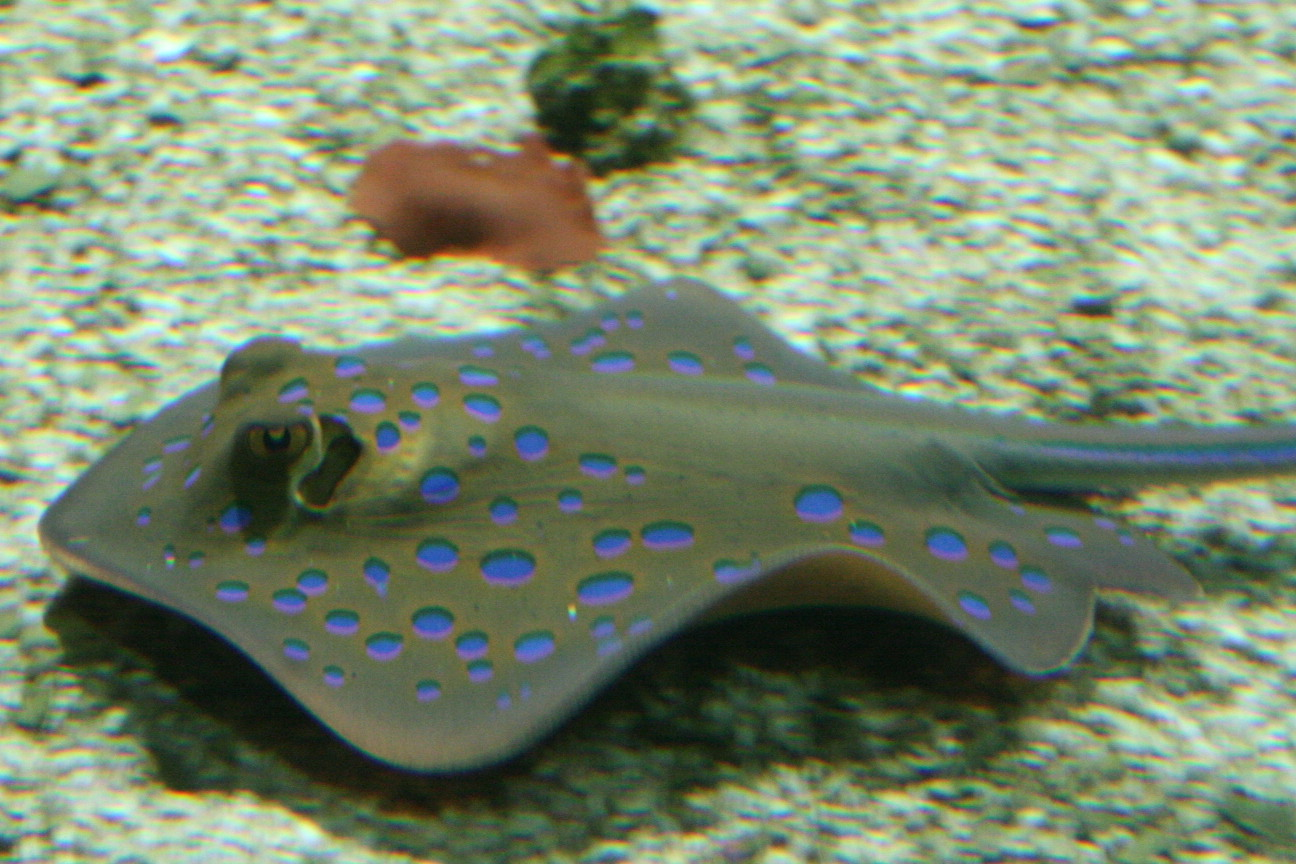
Raie pastenague à points bleus (Taeniura lymma)
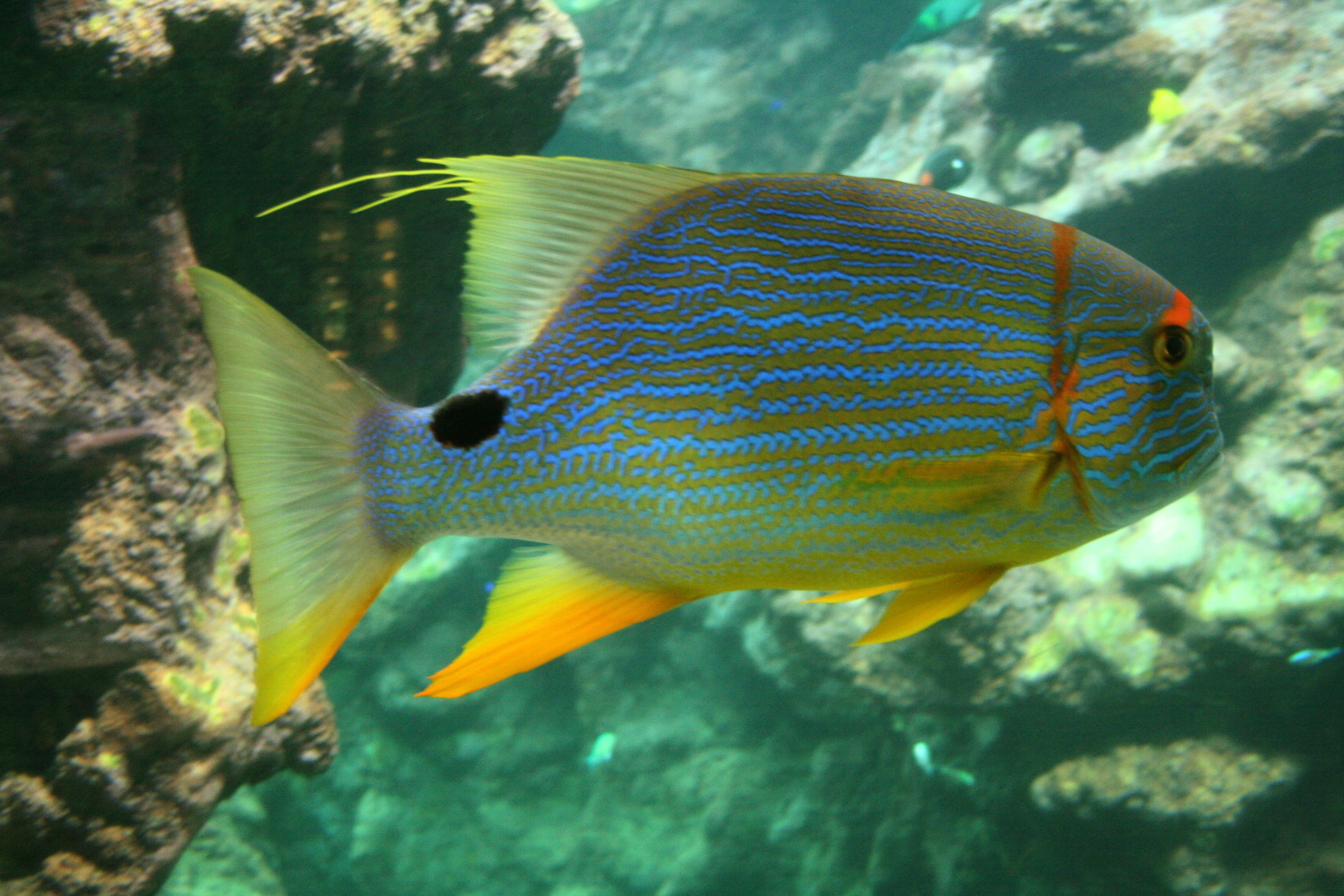
Vivaneau à collier (Symphorichthys spilurus)
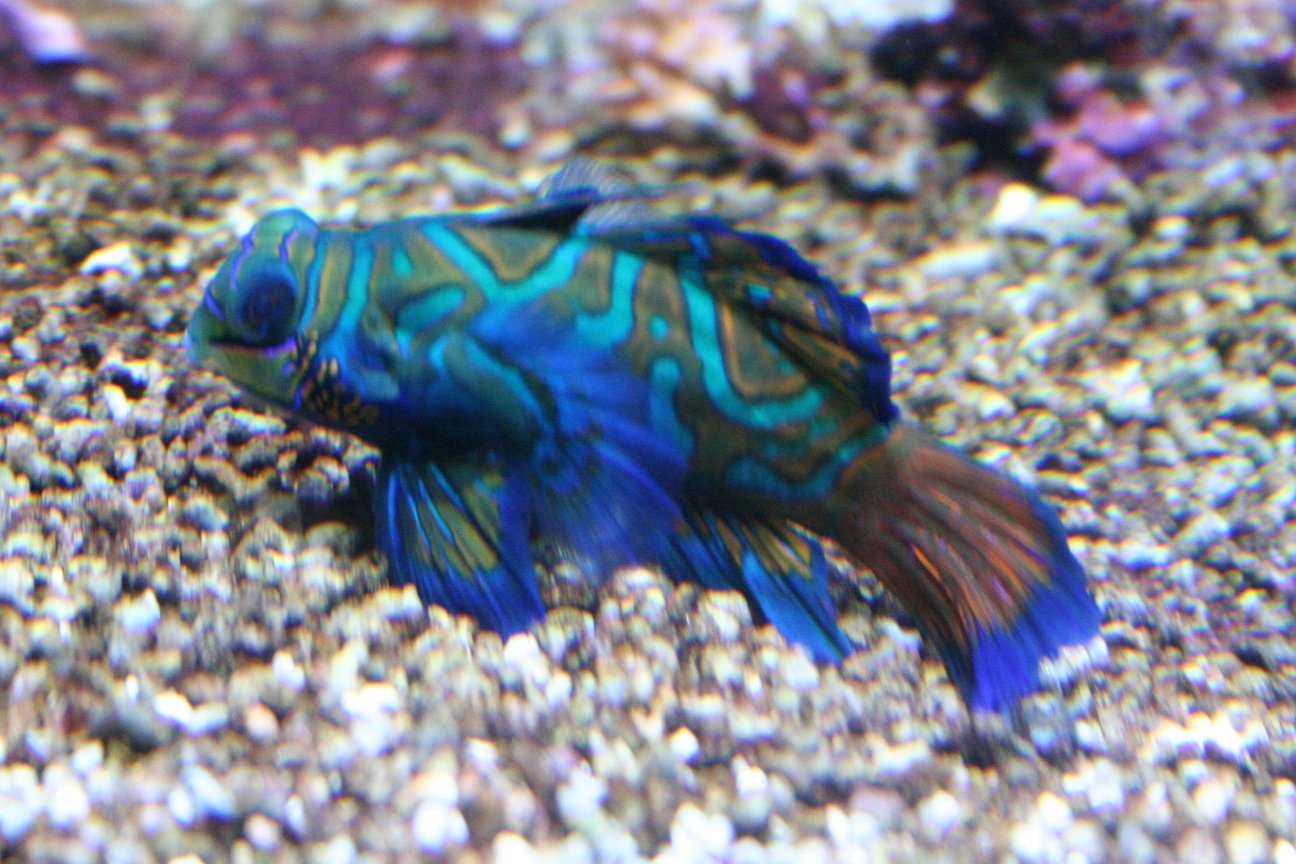
Poisson mandarin (Synchiropus splendidus)
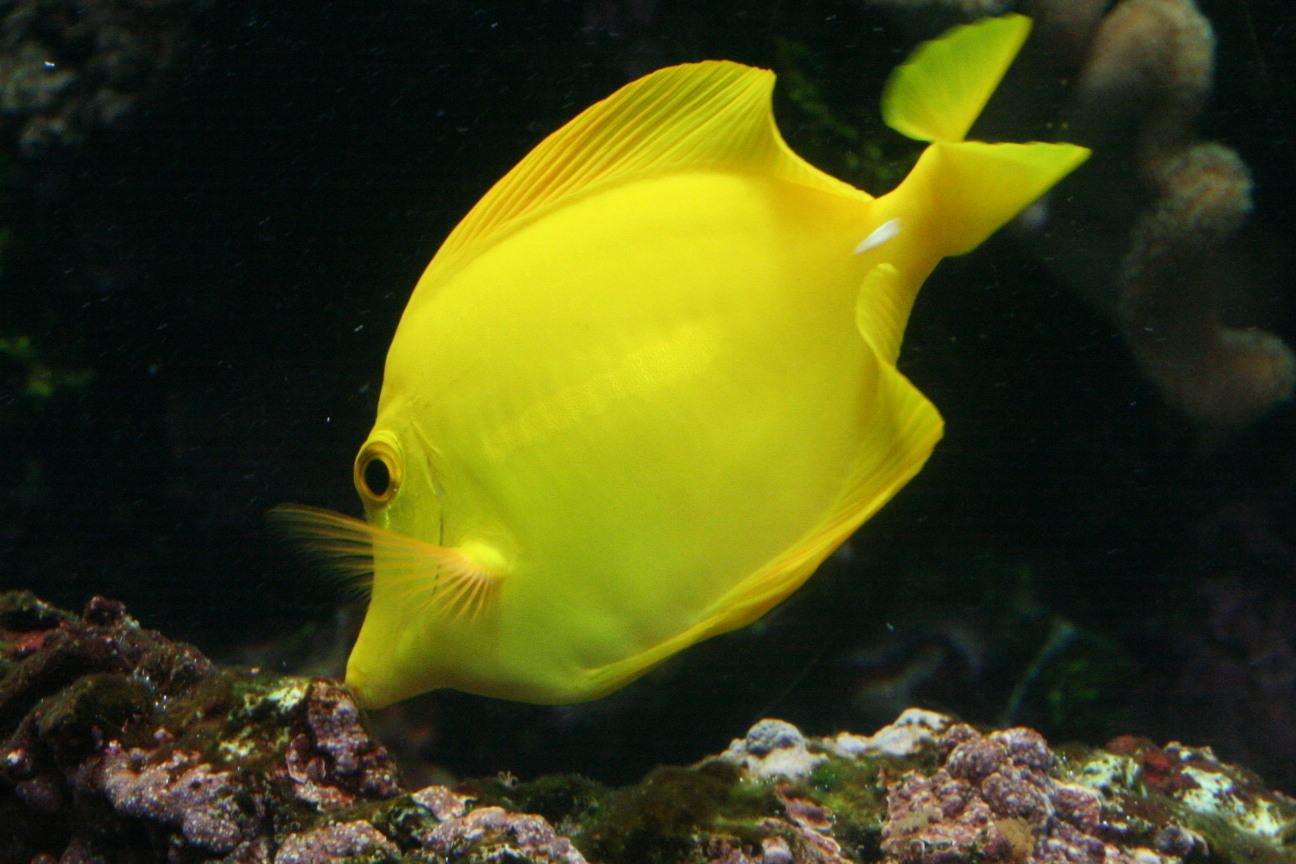
Poisson chirurgien jaune (Zebrasoma flavescens)
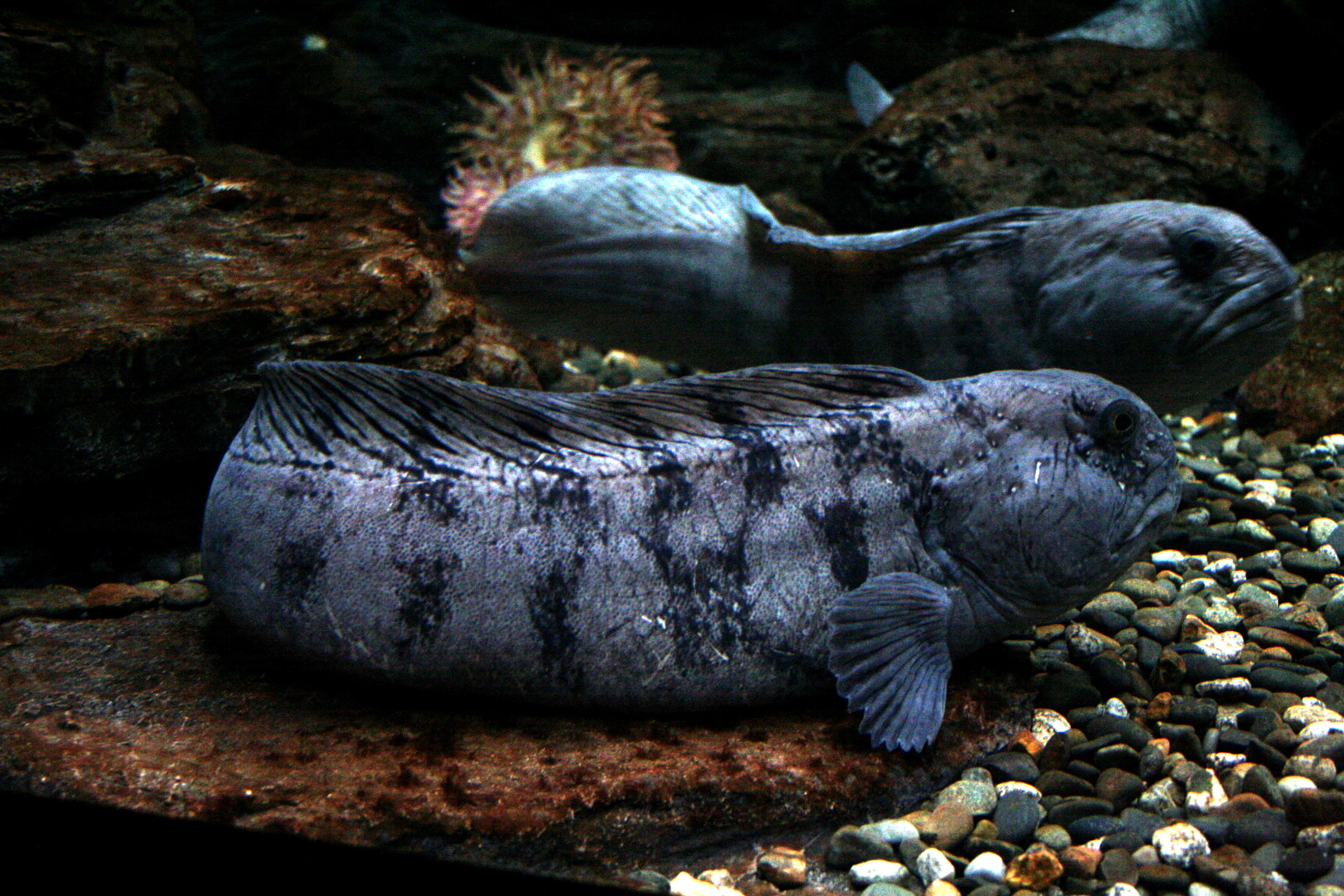
Loup de l'Atlantique (Anarhichas lupus)
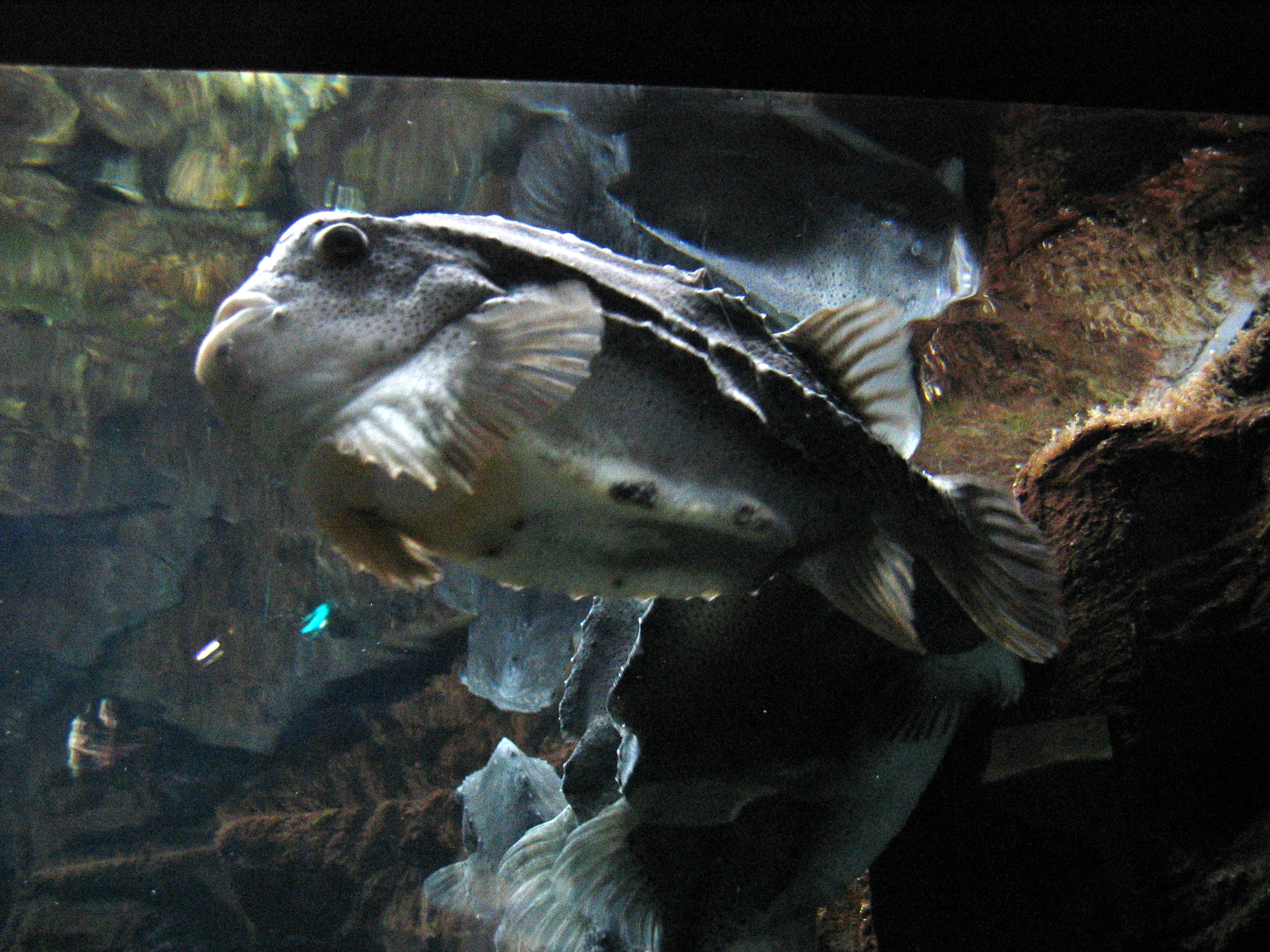
Lompe (Cyclopterus lumpus)
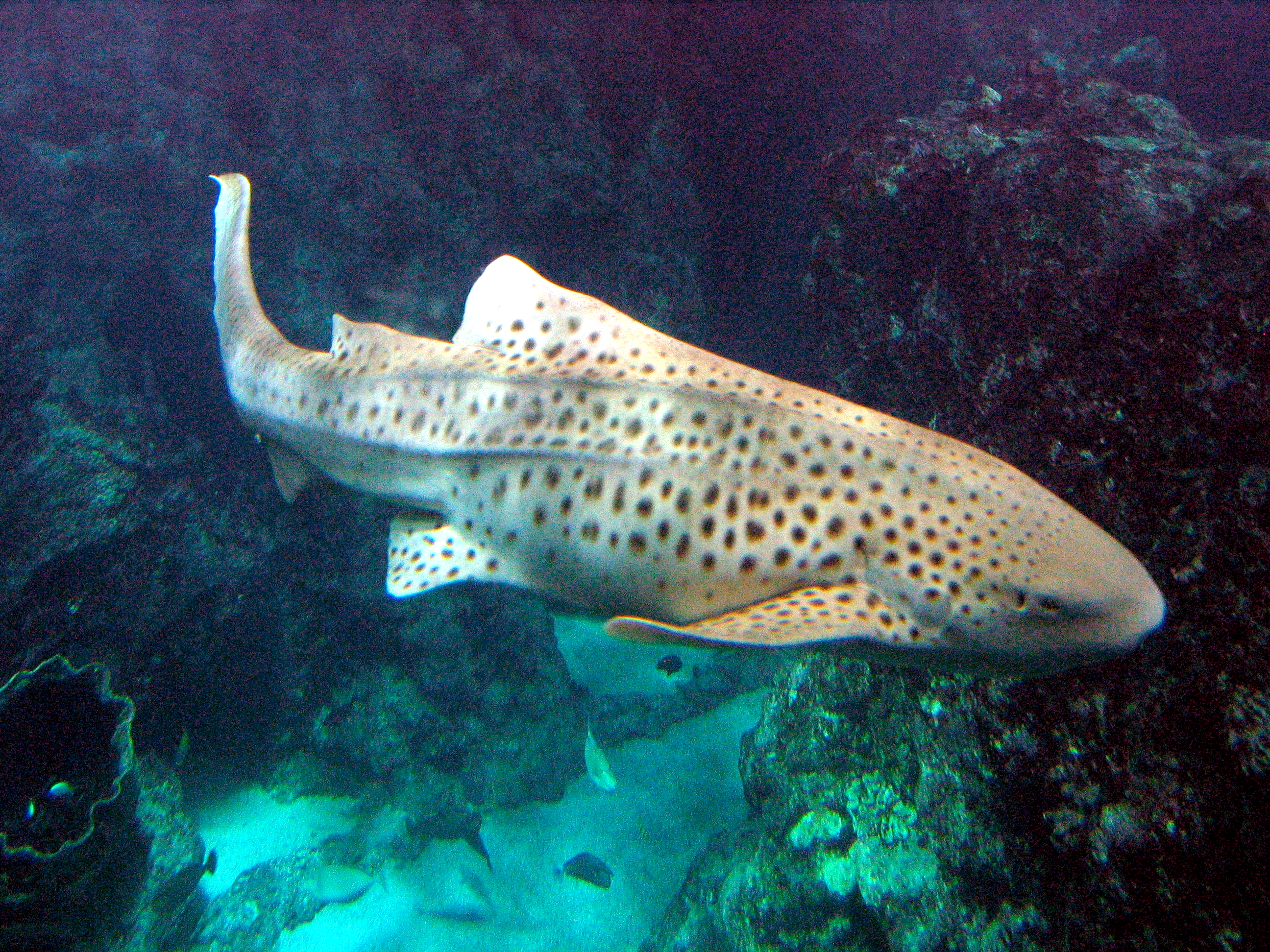
Requin zèbre (Stegostoma fasciatum)

### Pavillon d'expositions temporaires
À l'extérieur du bâtiment, se trouvait un chapiteau qui accueillait des expositions :
- 2004 : « Microcéan, le petit peuple de la mer »
- Avril 2005 à mars 2006 : « Jules Verne et l’océan »
- Avril 2006 à mars 2007 : « Fabuleux monstres marins »
- Mars 2007 à mars 2008 : « Voyages aux pôles »
- Avril 2008 à mars 2010: « Chauds les coraux ! »
- Avril 2010 à mars 2012: « Océan de vies », pour fêter l'année de la biodiversité et surtout les 20 ans d'Océanopolis[13].
- Depuis mai 2009 : « Mammifères marins »
- Avril 2012 à mars 2013 : « Abysses », avec une présentation de l'Abyss Box
- Décembre 2013 au 15 juin 2014 : "HYMNE-MERS-IONS" de Yann KERSALÉ

### Sentier des loutres
Au printemps 2013, Océanopolis s'est agrandi en créant un nouvel espace extérieur consacré aux loutres. Inauguré le 17 avril 2013, cet espace de 300 m2 spécialement aménagé permet de découvrir deux nouveaux écosystèmes côtiers, l'un Atlantique Nord-Est et l'autre Californien.
L'écosystème Atlantique Nord-Est est présenté par un petit coin de la presqu'île de Crozon où évolue un couple de loutres d'Europe, Neiko et Meck et leurs deux petits. Elles sont réunies grâce à l’EEP (European endangered species programs), un programme européen pour les espèces menacées, créé pour gérer et optimiser la reproduction d’espèces menacées au niveau international. 
Côté Pacifique, les bassins recréent un environnement littoral des loutres de mer. Les visiteurs peuvent y faire la connaissance de Poukiq et Matchaq. La 3ème loutre, Tangiq, est décédé le 18 novembre 2024 d'une infection pulmonaire.

## Programme culturel
Océanopolis propose aussi des conférences grand public accessibles gratuitement. Le programme est téléchargeable sur le site web de l'aquarium. Ces conférences permettent d'en apprendre plus sur des thématiques précises.
Depuis septembre 2009, les vidéos des conférences sont disponibles en ligne, sur le site d'Océanopolis.

## La recherche à Océanopolis

### Les mammifères marins en Bretagne

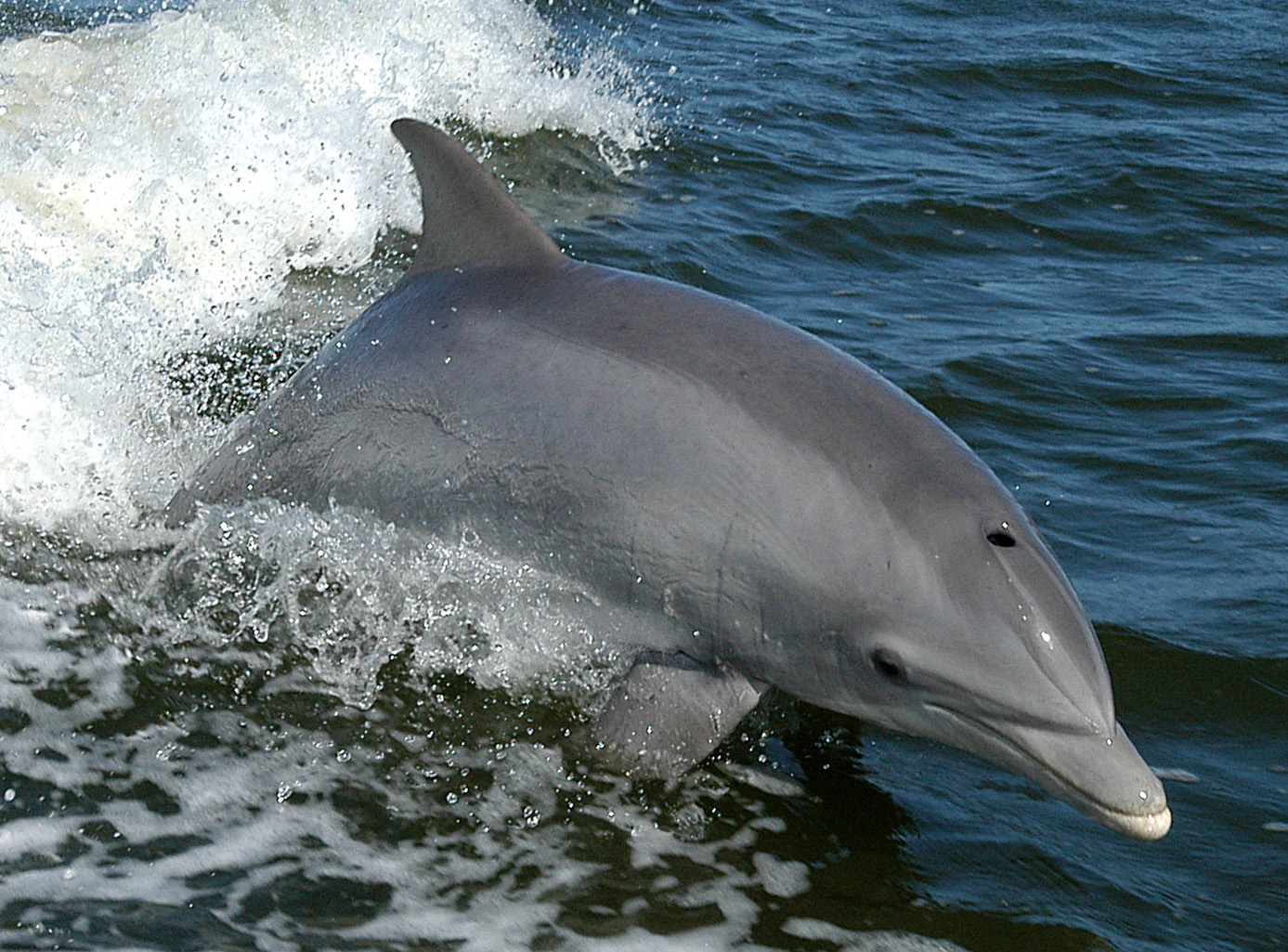
Grand dauphin (Tursiops truncatus) appelé aussi dauphin souffleur ou à gros nez. Trois groupes de grands dauphins, du type côtier, sont résidents en Bretagne. Ils occupent les sites suivants : la baie du Mont Saint-Michel, l'archipel de Molène et les abords de l'île de Sein.

Le Laboratoire d’études des mammifères marins d’Océanopolis (LEMM) a été créé en 1989. Sa mission est d’étudier les populations côtières de mammifères marins en Bretagne. Ce laboratoire bénéficie du soutien de la Communauté urbaine de Brest (Brest métropole océane), du conseil départemental du Finistère, du conseil régional de Bretagne et du ministère de l’Environnement.

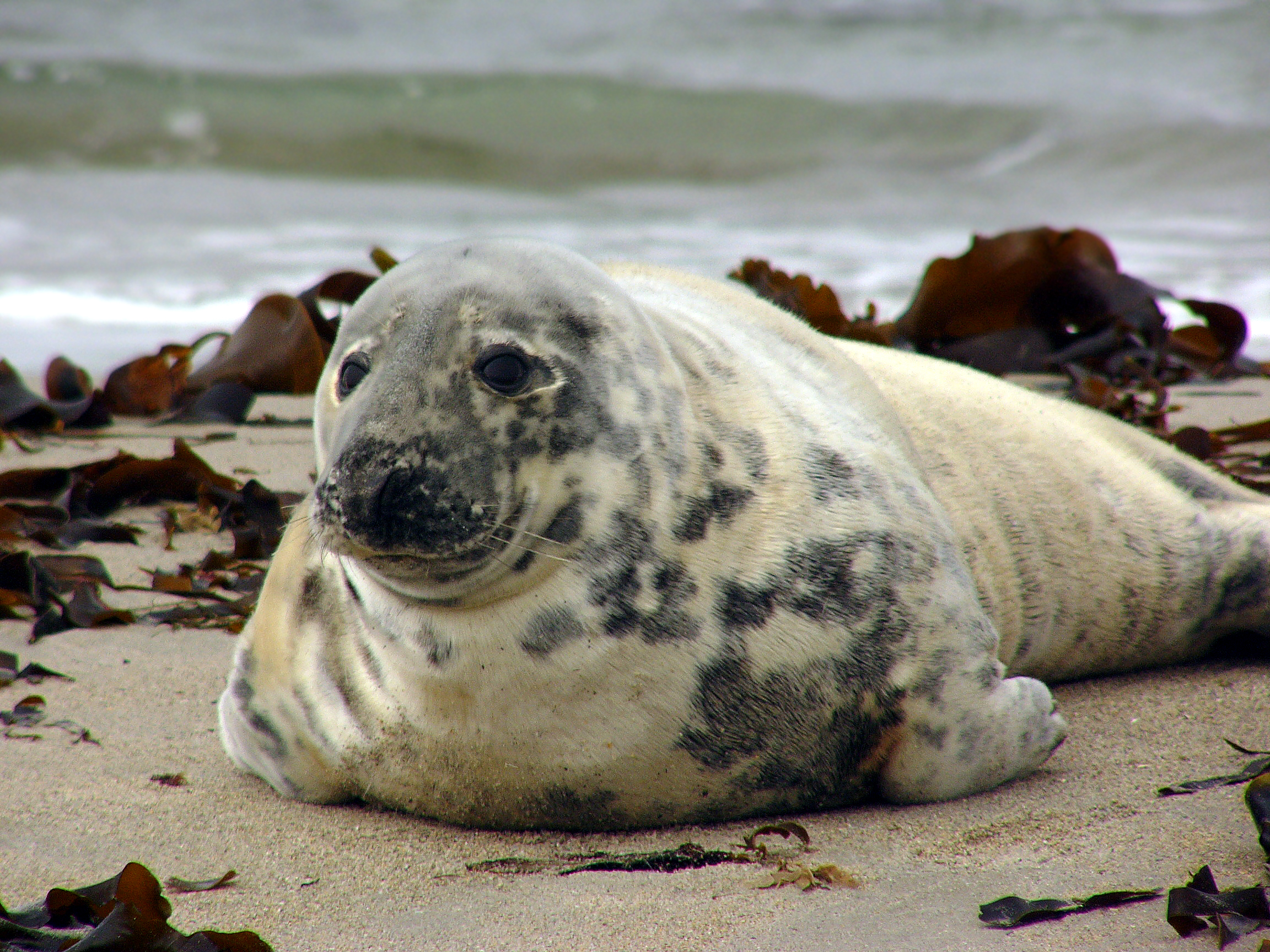
Jeune phoque gris (Halichoerus grypus). Deux colonies reproductrices sont présentes en Bretagne, l'une occupant l'archipel des Sept-Îles et l'autre l'archipel de Molène.

Les espèces étudiées sont principalement : le phoque gris de l’archipel de Molène et des Sept-îles, le grand dauphin de l’île de Sein et de l’archipel de Molène. De nombreuses sorties sur le terrain pour un suivi régulier permettent d’améliorer les connaissances sur ces différentes populations.
Ce laboratoire assure la gestion d’un dispositif régional d’intervention sur les échouages et héberge le seul centre français de soins et de réhabilitation pour les jeunes phoques.
Chaque année, entre novembre et février, la clinique des phoques d’Océanopolis accueille de jeunes phoques gris en difficulté. À leur arrivée à la clinique, ils sont nourris, soignés avant de retrouver la mer au bout de quelques mois.

### Les coraux tropicaux

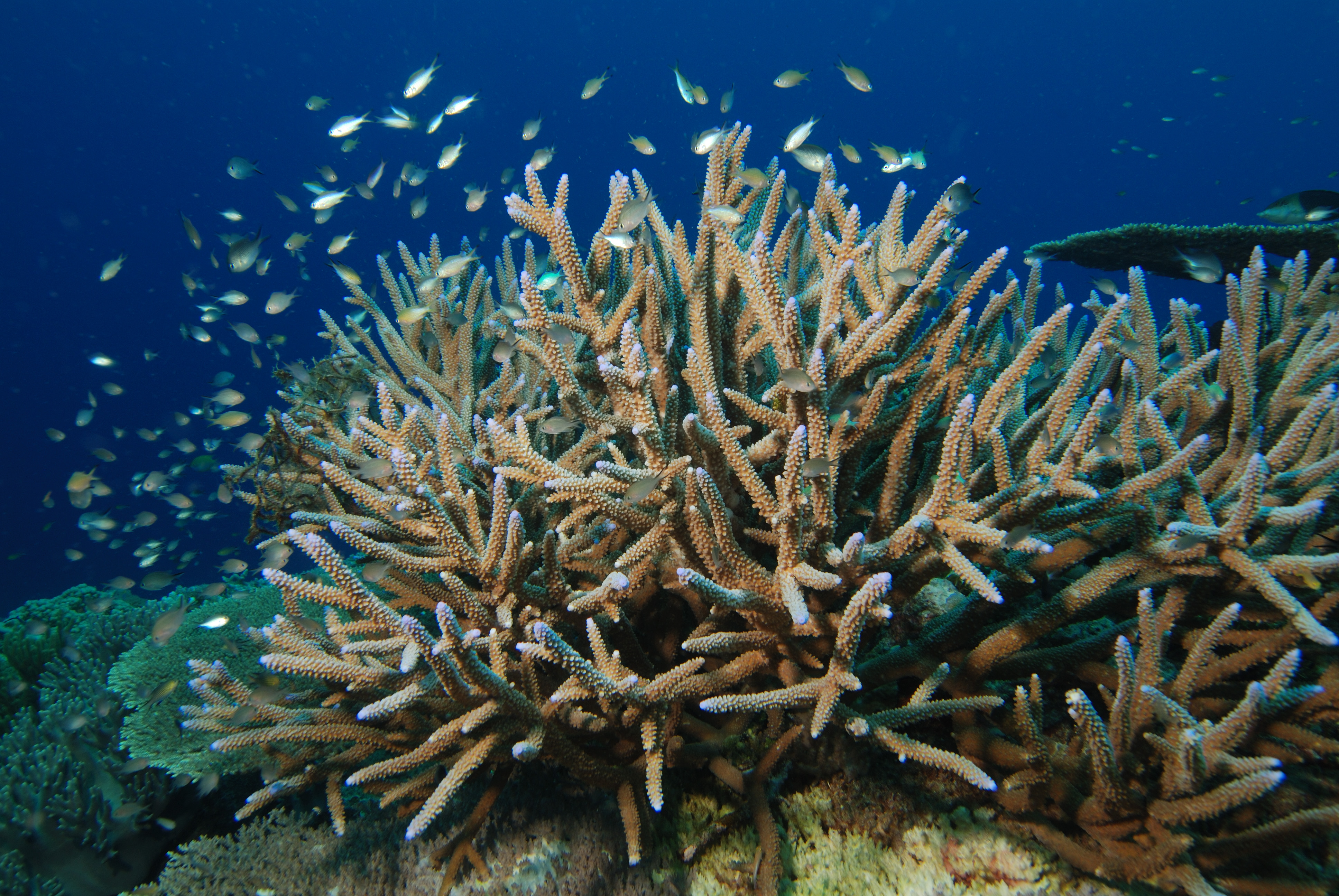
Acropora cervicornis, une espèce de corail tropical que l'on peut voir à Océanopolis.

Océanopolis participe à deux programmes de recherche sur les coraux tropicaux :
- Le programme SECORE[17] sur la reproduction sexuée des coraux
- Le programme CORALZOO[18] sur l'aquaculture des coraux.

### Océanolab
En 2023, Océanopolis ouvre un espace destiné à la recherche scientifique : un laboratoire de 160 m2 ouvert au public qui peut rencontrer les chercheurs et observer leurs expériences en direct.

## Partenaires
Océanopolis compte parmi ses partenaires entre autres :
- l’Institut français de recherche pour l'exploitation de la mer (Ifremer) ;
- l’Institut de recherche pour le développement (IRD) ;
- l'Office français de la biodiversité ;
- le Muséum national d'histoire naturelle ;
- l’Institut polaire français Paul-Émile-Victor (IPEV) ;
- le Centre de documentation de recherche et d'expérimentation sur les pollutions accidentelles des eaux (CEDRE) ;
- le service hydrographique et océanographique de la Marine (SHOM) ;
- le musée des innovations maritimes 70.8.